# Bataille d'Aboukir (1798)
Pour les articles homonymes, voir Bataille d'Aboukir.
Campagne d'Égypte
Batailles
Guerre de la Deuxième Coalition
- St George's Caye (navale) (09-1798)
- Nicopolis (10-1798)
- Corfou (11-1798)
- Copenhague (navale) (04-1801)
- Algésiras (navale) (06-1801)

Campagne de Hollande
- Callantsoog (08-1799)
- Vlieter (08-1799)
- Zyp (09-1799)
- Bergen (09-1799)
- Alkmaar (10-1799)
- Castricum (10-1799)

Campagne de Suisse
- Ostrach (03-1799)
- Feldkirch (03-1799)
- 1re Stockach (03-1799)
- Frauenfeld (05-1799)
- Winterthour (05-1799)
- 1re Zurich (06-1799)
- Schwytz (08-1799) (en)
- Amsteg (08-1799)
- Saint-Gothard (09-1799)
- 2e Zurich (09-1799)
- Linth (09-1799)
- Muten (10-1799) (ru)
- Engen (05-1800)
- 2e Stockach (05-1800)
- Moesskirch (05-1800)
- Biberach (05-1800)
- Erbach (05-1800)
- Höchstädt (06-1800)
- Ampfing (12-1800)
- Hohenlinden (12-1800)

Campagne d'Égypte
- Malte 1 (06-1798)
- Malte 2 (06-1798)
- Alexandrie (07-1798)
- Chebreiss (07-1798)
- Pyramides (07-1798)
- 1re Aboukir (08-1798)
- Salheyeh (08-1798)
- Malte 3 (09-1798)
- Sédiman (10-1798)
- Caire (10-1798)
- Samanouth (01-1799)
- El Arish (02-1799)
- Syène (02-1799)
- Jaffa (03-1799)
- Saint-Jean-d'Acre (03-1799)
- Mont-Thabor (04-1799)
- 2e Aboukir (07-1799)
- Damiette (11-1799)
- Héliopolis (03-1800)
- 3e Aboukir (03-1801)
- Mandora (03-1801)
- Canope (03-1801)
- Fort Jullien (04-1801)
- Le Caire (06-1801)
- Alexandrie (08-1801)

2e Campagne d'Italie
- Vérone (03-1799)
- Magnano (04-1799)
- Cassano (04-1799)
- Mantoue (04-1799)
- Bassignana (05-1799)
- 1re Marengo (05-1799) (en)
- Modène (06-1799) (en)
- Trebbia (06-1799)
- 2e Marengo (06-1799) (en)
- Novi 1 (08-1799)
- Rome (09-1799)
- Mannheim (09-1799) (en)
- Novi 2 (10-1799) (en)
- Genola (11-1799)
- Gênes (04-1800)
- Sassello (04-1800) (en)
- Fort Bard (05-1800)
- Verceil (05-1800)
- Turbigo (05-1800)
- Montebello (06-1800)
- 3e Marengo (06-1800)
- Pozzolo (12-1800)

La bataille d'Aboukir (également appelée Battle of the Nile en anglais ou معركة أبي قير البحرية en arabe) fut une importante bataille navale qui opposa les flottes britannique et française dans la baie d'Aboukir, près d'Alexandrie en Égypte entre le 1er et le 2 août 1798.
Lors des guerres de la Révolution française, le Directoire chargea Napoléon Bonaparte d'envahir l'Égypte afin de menacer les possessions britanniques en Inde et obtenir la sortie du Royaume-Uni de la Deuxième Coalition. La flotte de Bonaparte se dirigeant vers l'Égypte fut prise en chasse par la flotte britannique menée par l'amiral Horatio Nelson. Durant plus de deux mois, Nelson poursuivit les Français et les manqua de justesse à plusieurs reprises. Bonaparte était conscient de la menace britannique et il fit appliquer un secret absolu sur sa destination. Il fut capable de capturer Malte et de débarquer en Égypte sans avoir été intercepté par Nelson.
Une fois l'armée débarquée, la flotte française jeta l'ancre le 27 juillet dans la baie d'Aboukir à 32 km au nord d'Alexandrie et se déploya suivant une formation qui, selon son commandant, le vice-amiral François Paul de Brueys d'Aigalliers, représentait une formidable position défensive. Lorsque Nelson arriva le 1er août, il découvrit la formation française et se lança immédiatement à l'attaque. Lors de l'approche, la flotte britannique se scinda et une partie passa entre les navires français et la côte tandis que l'autre ouvrait le feu depuis le large. Pris au piège par le tir croisé, les navires français de l'avant-garde durent capituler au bout de trois heures d'un combat acharné, tandis que le centre était capable de repousser la première attaque britannique. Néanmoins, il fut de nouveau attaqué par les Britanniques, ayant reçu des renforts et, à 22 h, le navire-amiral français l'Orient explosa. Avec la mort de Brueys, l'avant-garde et le centre anéantis, l'arrière-garde de la flotte française tenta de s'échapper mais seuls deux navires de ligne et deux frégates y parvinrent, sur un total de 17 navires engagés.
La bataille renversa la situation stratégique en Méditerranée et elle permit à la Royal Navy d'obtenir une position dominante qu'elle conserva jusqu'à la fin de la guerre. Elle encouragea également les autres pays européens à rejoindre la Deuxième Coalition contre la France. L'armée française, isolée, progressera jusqu'en Palestine mais elle sera repoussée lors du siège de Saint-Jean-d'Acre en 1799. Bonaparte rentrera en France la même année mais la campagne d'Égypte durera jusqu'en 1801. Nelson, qui avait été blessé durant la bataille, devint un héros pour les coalisés et fut anobli vicomte Nelson. La bataille est restée longtemps vivante dans l'inconscient collectif, notamment britannique, et elle fut évoquée dans le poème de 1826 Casabianca de Felicia Hemans.

## Contexte
À la suite des victoires de Napoléon Bonaparte sur l'empire d'Autriche en Italie du Nord lors de la Première Coalition en 1797, le Royaume-Uni restait la seule grande puissance européenne en guerre contre la France. Le Directoire étudia plusieurs stratégies pour éliminer la menace britannique dont une invasion de l'Irlande et de la Grande-Bretagne et une expansion de la marine française pour défier la Royal Navy. Le contrôle britannique des mers d'Europe du Nord rendaient néanmoins ces ambitions irréalisables à court terme et la Royal Navy dominait l'océan Atlantique. Cependant, la flotte française contrôlait la mer Méditerranée à la suite du retrait de la flotte britannique au déclenchement de la guerre entre l'Espagne et le Royaume-Uni en 1796. Cela permit à Bonaparte de proposer une invasion de l'Égypte comme une alternative à une attaque frontale de la Grande-Bretagne, d'autant plus qu'il considérait que les Britanniques seraient trop distraits par un soulèvement imminent en Irlande pour intervenir en Méditerranée.
Bonaparte pensait qu'en établissant une présence permanente en Égypte (faisant nominalement partie de l'Empire ottoman alors neutre), les Français obtiendraient une base pour des opérations ultérieures contre l'Inde britannique, éventuellement avec l'alliance du sultan anglophobe Tipû Sâhib du royaume de Mysore, ce qui permettrait de pousser les Britanniques à accepter un traité de paix. La campagne couperait les lignes de communication entre la Grande-Bretagne et l'Inde qui représentait une part essentielle de l'Empire britannique et dont le commerce finançait la guerre contre la France. Le Directoire accepta le plan car cela lui permettait également d'envoyer l'ambitieux Bonaparte et ses loyaux vétérans hors du pays. Durant le printemps 1798, Bonaparte rassembla plus de 35 000 soldats dans le Sud de la France et en Italie et assembla une puissante flotte à Toulon. Il créa également la Commission des sciences et des arts composée de scientifiques et d'ingénieurs pour aider la progression de l'armée et faciliter la logistique militaire. La destination de l'expédition fut maintenue secrète ; la plupart des officiers ne connaissaient pas leur mission et Bonaparte ne révéla pas son objectif avant d'avoir achevé les préparatifs de l'expédition.

### Campagne de Méditerranée
La flotte de Bonaparte quitta Toulon le 19 mai 1798 et progressa rapidement en mer de Ligurie où elle fut rejointe par plusieurs navires à Gênes avant de longer la côte de la Sardaigne et d'arriver en Sicile le 7 juin. Le 9 juin, la flotte arriva au large de Malte alors sous le contrôle de l'ordre de Saint-Jean de Jérusalem dirigé par le grand maître Ferdinand von Hompesch zu Bolheim. Bonaparte demanda à pouvoir entrer dans le port fortifié de La Valette et lorsque cette demande fut rejetée, il ordonna une invasion de l'archipel. Les affrontements durèrent moins d'une journée et Bonaparte accepta la reddition de l'Ordre le 12 juin en échange d'une forte compensation financière, de la prise de contrôle des îles et de leurs propriétés dont celles, très importantes, de l'Église catholique de Malte. Après s'être ravitaillée, la flotte reprit la mer pour Alexandrie en direction de la Crète en laissant 4 000 soldats à La Valette sous le commandement de Claude-Henri Belgrand de Vaubois pour assurer le contrôle français des îles.

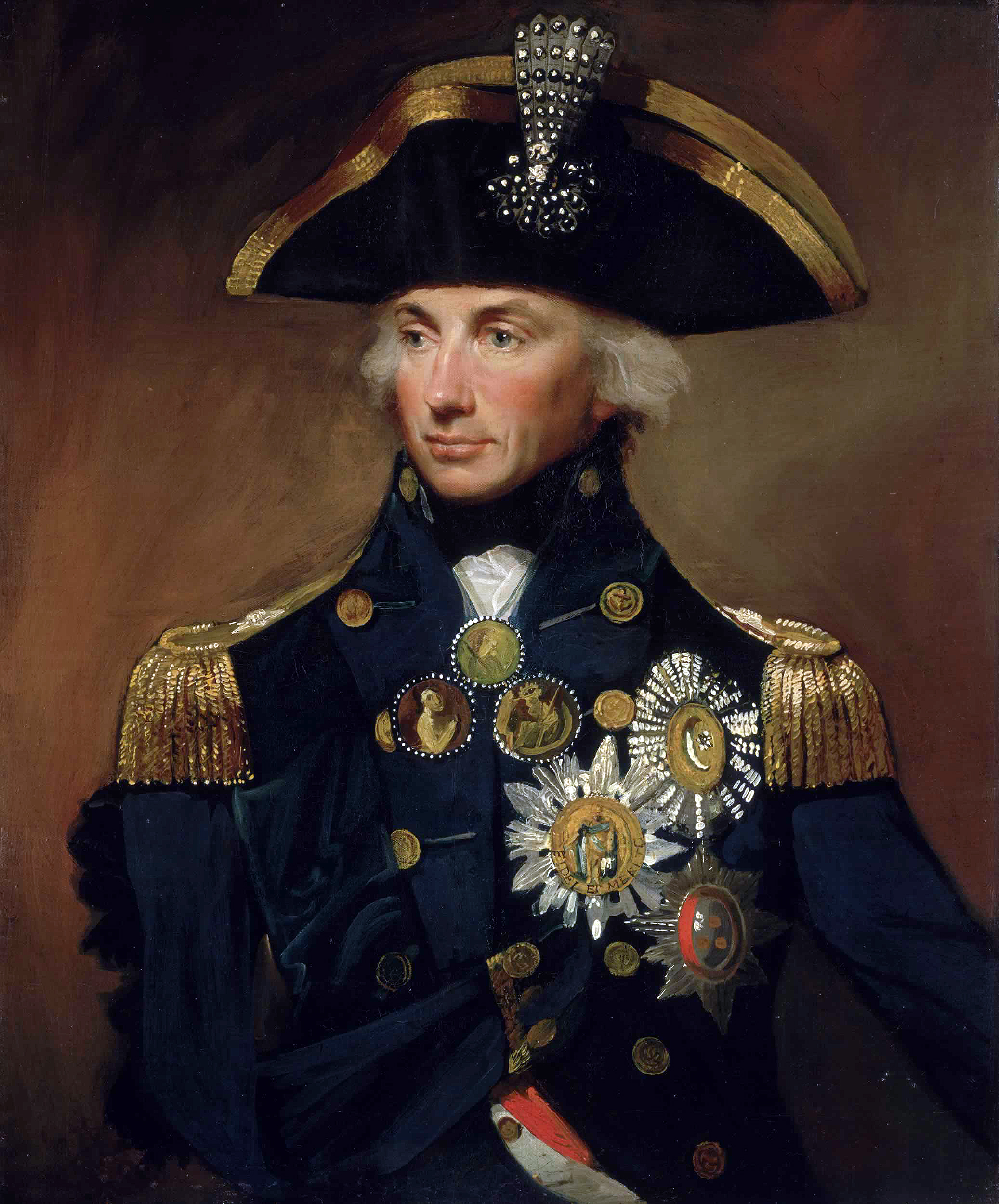
Le contre-amiral Sir Horatio Nelson réalisée par Lemuel Francis Abbott en 1800 ; National Maritime Museum. Son bicorne porte une aigrette offerte par le sultan ottoman pour sa victoire lors de la bataille d'Aboukir.

Alors que Bonaparte faisait voile vers Malte, la Royal Navy revint en Méditerranée pour la première fois depuis plus d'un an. Alarmé par les rapports sur les préparatifs français en Méditerranée, Lord Spencer de l'Amirauté envoya un message au vice-amiral John Jervis, commandant de la flotte de Méditerranée basée sur le Tage, pour lui demander de détacher une escadre afin d'enquêter. L'escadre, composée de trois navires de ligne et de trois frégates, fut confiée au contre-amiral Horatio Nelson. Ce dernier était un officier très expérimenté qui avait perdu un œil lors du siège de Calvi en 1794, et avait ensuite capturé deux navires espagnols durant la bataille du cap Saint-Vincent en 1797. Il avait aussi perdu un bras à la bataille de Santa Cruz de Tenerife la même année, ce qui l'avait obligé à rentrer en Grande-Bretagne pour se rétablir. De retour à la base de la flotte sur le Tage en avril 1798, il reçut l'ordre de rejoindre son escadre stationnée à Gibraltar et de se diriger en mer de Ligurie. Le 21 mai, la flotte anglaise arriva en vue de Toulon où elle fut victime d'une violente tempête qui arracha les mâts de hune du navire amiral de Nelson, le HMS Vanguard. Il faillit couler sur la côte corse. Le reste de l'escadre fut dispersé et les navires de ligne trouvèrent refuge à l'île San Pietro au large de la Sardaigne tandis que les frégates furent poussées vers l'ouest et ne parvinrent pas à revenir.
Le 7 juin, après des réparations rapides de son navire amiral, Nelson fut rejoint au large de Toulon par dix navires de ligne et un 4e rang. La flotte était commandée par le capitaine Thomas Troubridge et avait été envoyée par John Jervis pour renforcer Nelson et ses ordres étaient de poursuivre et d'intercepter le convoi de Toulon. Même s'il avait maintenant suffisamment de navires pour défier la flotte française, Nelson avait deux problèmes : il ignorait la destination des Français et il n'avait pas de frégates pour servir d'éclaireur en avant de sa force. Se dirigeant vers le sud dans l'espoir d'obtenir des informations sur les déplacements français, les navires de Nelson s'arrêtèrent sur l'île d'Elbe et à Naples, où l'ambassadeur britannique, William Hamilton, leur indiqua que la flotte française avait dépassé la Sicile en direction de Malte. Malgré les demandes de Nelson et de Hamilton, Ferdinand Ier des Deux-Siciles refusa de prêter ses frégates à la flotte anglaise de crainte des représailles françaises. Le 22 juin, Nelson rencontra un brick naviguant vers Raguse de qui il apprit que les Français avaient quitté Malte le 16 juin en direction de l'est. Après en avoir discuté avec ses capitaines, l'amiral décida que la cible française devait être l'Égypte et il ordonna la poursuite. Croyant que les Français avaient cinq jours d'avance, contre seulement deux en réalité, Nelson insista pour se diriger directement vers Alexandrie.
Le soir du 22 juin, la flotte anglaise dépassa le lent convoi français dans l'obscurité sans réaliser à quel point elle était proche de sa cible. Ayant choisi une route directe plus rapide, Nelson atteignit Alexandrie le 28 juin et découvrit que les Français n'étaient pas là. Après une rencontre avec le commandant ottoman Sayyid Muhammad Kurayyim qui se montra méfiant, Nelson ordonna à la flotte britannique de se diriger vers le nord et elle atteignit la côte de l'Anatolie le 4 juillet avant de retourner vers l'ouest en direction de la Sicile. Nelson avait manqué la flotte française de moins d'une journée car les éclaireurs de la flotte arrivèrent à Alexandrie le soir du 29 juin. Rendu inquiet par sa rencontre rapprochée avec Nelson, Bonaparte ordonna une invasion immédiate et dans le débarquement brouillon qui suivit, au moins vingt hommes se noyèrent. Longeant la côte, l'armée française captura Alexandrie avant que Bonaparte n'envoie son armée vers l'intérieur des terres. Il demanda à son officier naval, le vice-amiral François Paul de Brueys d'Aigalliers, d'ancrer sa flotte dans le port d'Alexandrie mais le chenal du port n'était pas assez profond et large pour les grands navires français. Par conséquent, un lieu de mouillage alternatif fut trouvé dans la baie d'Aboukir à 32 km au nord-est d'Alexandrie.
La flotte britannique arriva à Syracuse en Sicile le 19 juillet où elle se ravitailla. Nelson écrivit des lettres sur les événements du mois précédent : « C'est un vieux proverbe, « les enfants du diable ont la chance du diable ». Je ne peux pas savoir, ou découvrir, au-delà des conjectures vagues, où la flotte française est allée. Toute ma mauvaise fortune, jusque-là, a découlé de mon manque de frégates ». Ayant déterminé que la flotte française devait se trouver dans l'est de la Méditerranée, Nelson quitta la Sicile le 24 juillet en direction de la Morée. Alors qu'il se trouvait le 28 juillet à Coron, Nelson apprit l'attaque française en Égypte et il se dirigea immédiatement vers le sud. Deux navires éclaireurs, le HMS Alexander et le HMS Swiftsure, détachés à l'ouest de sa flotte découvrirent le port d'Alexandrie rempli de navires français de toutes sortes dans l'après-midi du 1er août. La flotte de guerre de Brueys ne devait pas être loin.

### Baie d'Aboukir
Lorsque le port d'Alexandrie se révéla inadapté pour sa flotte, Brueys rassembla ses capitaines pour débattre de ses options. Bonaparte avait demandé à la flotte de jeter l'ancre dans la baie d'Aboukir, un lieu de mouillage peu profond et exposé, mais il ajouta à ses ordres que si la baie était trop dangereuse, Brueys pourrait naviguer vers le nord jusqu'à Corfou en ne laissant que les transports et quelques navires légers à Alexandrie. Brueys refusa car il croyait que son escadre pourrait apporter un soutien à l'armée française sur la côte et il fit monter ses capitaines à bord de son navire amiral de 118 canons, l'Orient, pour discuter des réponses à prendre si Nelson découvrait la flotte au mouillage. Malgré la vive opposition du contre-amiral Armand Blanquet du Chayla, qui défendit le fait que la flotte serait plus à même de répondre en haute-mer, les autres capitaines s'accordèrent pour dire que former une ligne de bataille dans la baie serait la meilleure tactique de défense contre Nelson. Il est possible que Bonaparte ait envisagé la baie d'Aboukir comme un mouillage temporaire. Le 27 juillet, il exprima l'espérance que Brueys avait déjà transféré ses navires à Alexandrie. Trois jours plus tard, n'ayant toujours pas reçu de réponse de Brueys, il expédia son aide de camp Jullien pour réitérer ses ordres de déplacer la flotte vers Alexandrie ou Corfou en préparation d'opérations navales contre les territoires ottomans des Balkans mais le messager transportant les instructions fut intercepté et tué par des irréguliers bédouins,.

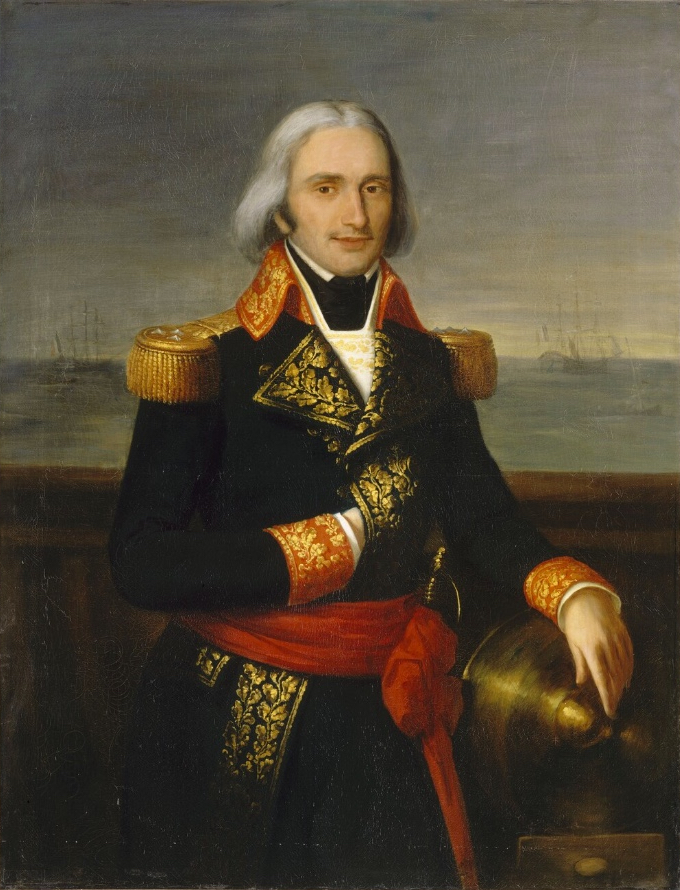
François Paul de Brueys d'Aigalliers d'après un artiste inconnu, château de Versailles.

La baie d'Aboukir est une échancrure côtière de 30 km de long s'étendant du village d'Aboukir à l'ouest à la ville de Rosette à l'est où l'un des bras du Nil débouchait dans la Méditerranée. En 1798, la baie était protégée à son extrémité ouest par des bancs rocheux qui se prolongeaient sur 5 km dans la baie en formant un promontoire contrôlé par le château d'Aboukir. Le banc était également protégé par un petit fort sur l'île Aboukir parmi les rochers. Le fort était occupé par les Français qui disposaient de quatre canons et de deux mortiers lourds. Brueys avait renforcé la défense du port en détachant sa bombarde et ses canonnières qui furent ancrés parmi les récifs à l'ouest de l'île dans une formation qui permettait de soutenir l'avant de la ligne française. D'autres récifs étaient dispersés au sud de l'île et formaient un arc de cercle à environ 1 500 m du rivage. Ces hauts-fonds étaient trop peu profonds pour permettre le passage des grands navires et Brueys ordonna à ses treize navires de former une ligne de bataille permettant aux navires de débarquer les ravitaillements à bâbord tout en couvrant le débarquement avec les batteries à tribord. Les ordres imposaient à chaque navire de s’enchaîner à la proue et à la poupe de ses voisins pour transformer la ligne de bataille en une longue batterie formant une barrière pratiquement inexpugnable. Une seconde ligne de quatre frégates était déployée du côté du rivage à environ 320 m à l'ouest de la ligne principale à mi-chemin de la côte. L'avant de la ligne française était mené par le Guerrier positionné à environ 2 200 m au sud de l'île d'Aboukir et à environ 910 m de l'extrémité des hauts-fonds entourant l'île. La ligne se prolongeait ensuite au sud-est et formait un renflement suivant la limite des hauts-fonds. Les navires français étaient séparés de 150 m et la ligne complète mesurait 2 600 m de long avec le navire amiral Orient au centre et deux navires de 80 canons ancrés à l'avant et à l'arrière. L'arrière de la ligne était commandé par le contre-amiral Pierre Charles Silvestre de Villeneuve à bord du Guillaume Tell.
En déployant ses navires de cette manière, Brueys espérait que les Britanniques seraient forcés, par la présence des hauts-fonds, d'attaquer ses navires les plus puissants au centre et à l'arrière, permettant ainsi à son avant-garde de profiter du vent dominant au nord-est pour contre-attaquer les navires britanniques une fois qu'ils auraient attaqué. Cependant il fit une grave erreur de jugement car il y avait suffisamment d'espace entre le Guerrier et le haut-fond pour permettre à un navire ennemi de passer, exposant ainsi l'avant-garde à un tir croisé. La disposition de Brueys avait une seconde faiblesse, les espaces de 150 m entre les navires étaient suffisamment larges pour laisser passer des navires britanniques à travers la ligne française, problème exacerbé par le fait que tous les capitaines ne suivirent pas l'ordre d'attacher des câbles aux navires voisins pour empêcher une telle manœuvre. En outre, l'ordre de ne mouiller que par l'avant laissait aux navires toute leur latitude d'évitage, ce qui augmenta la taille des intervalles et laissa des zones de la ligne non couvertes par la bordée des navires. Les navires britanniques pouvaient engager les navires français depuis ces zones sans craindre de tirs de riposte. De plus, le déploiement de la flotte empêchait l'arrière de la ligne de soutenir efficacement l'avant du fait des vents dominants.
Un problème pressant était le manque d'eau et de nourriture pour la flotte car Bonaparte avait fait débarquer presque toutes les provisions. Pour y remédier, Brueys envoya vingt-cinq hommes de chaque navire pour réquisitionner de la nourriture et creuser des puits sur la côte mais les nombreuses attaques des Bédouins firent qu'une importante escorte devait être associée. Par conséquent, près d'un tiers des marins n'étaient pas à bord des navires. Brueys écrivit une lettre au ministre de la Marine Étienne Eustache Bruix rapportant que « Nos équipages sont très faibles en nombre et en qualité d'hommes ; nos vaisseaux sont en général fort mal armés et je trouve qu'il faut bien du courage pour se charger de conduire des flottes aussi mal-outillées, ».

### Arrivée de Nelson

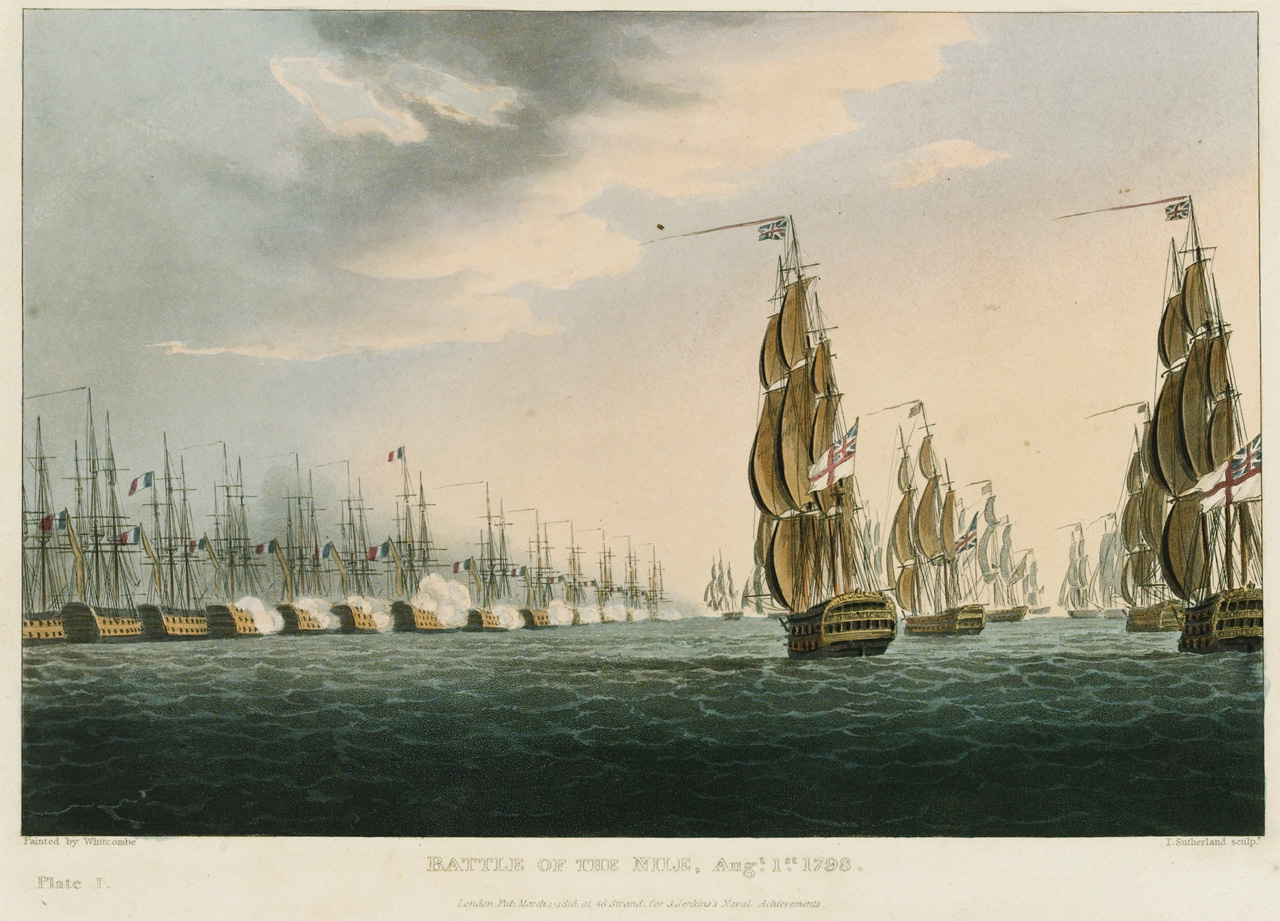
Bataille du Nil, 1 août 1798, Thomas Whitcombe, 1816, National Maritime Museum. La flotte britannique progresse vers la ligne française.

S'il était initialement déçu de voir que la flotte française principale n'était pas à Alexandrie, Nelson savait que la présence des transports indiquait qu'elle ne devait pas être loin. Le 1er août à 14 h, les vigies du HMS Zealous indiquèrent que la flotte française était ancrée dans la baie d'Aboukir mais son capitaine se trompa dans les signaux et il indiqua au HMS Goliath qu'il y avait seize navires de ligne au lieu de treize. Au même moment, les vigies françaises de l'Heureux, le neuvième navire de la ligne française, aperçurent la flotte britannique à environ 17 km de l'entrée de la baie. Les Français ne repérèrent initialement que onze navires britanniques car le HMS Swiftsure et le HMS Alexander n'étaient pas encore revenus de leur mission de reconnaissance à Alexandrie et étaient à 5,6 km à l'ouest de la flotte principale, hors de vue. Le HMS Culloden de Troubridge était également à l'écart du corps principal car il remorquait un navire marchand capturé. Quand il vit les Français, Troubridge abandonna le remorquage et se pressa de rejoindre Nelson. Comme il avait besoin de nombreux marins à terre, Brueys n'avait pas déployé ses frégates en éclaireur, autre erreur grave, et il fut incapable de réagir rapidement lors de l'apparition soudaine des Britanniques. Alors que ses navires se préparaient au combat, Brueys ordonna à ses capitaines de le rejoindre sur l'Orient pour une conférence et il rappela ses hommes à terre mais la plus grande partie n'était pas revenue au début de la bataille. Pour les remplacer, de nombreux hommes furent détachés des frégates et répartis sur les navires de la ligne. Brueys essaya de leurrer la flotte britannique sur les hauts-fonds de l'île d'Aboukir en envoyant les bricks Alerte et Railleur servir d'appât dans les eaux peu profondes. À 16 h, le HMS Alexander et le HMS Swiftsure furent repérés mais à plusieurs kilomètres du groupe principal et Brueys envisagea de prendre la mer pour engager l'ennemi, bien que Blanquet eût fait remarquer qu'il n'y avait pas assez de marins pour à la fois armer les canons et manœuvrer les navires. Nelson donna l'ordre à ses navires de tête de ralentir pour permettre à la flotte britannique d'arriver dans une formation organisée. Brueys interpréta cette manœuvre comme la volonté britannique de ne pas engager le combat en soirée dans des eaux resserrées et il annula l'ordre de prendre la mer. Brueys a peut-être espéré que ce délai lui permettrait de s'échapper durant la nuit et de suivre les ordres de Bonaparte de ne pas engager directement la flotte britannique si cela pouvait être évité.
Si Nelson fit ralentir sa flotte à 16 h c'est aussi pour permettre à ses navires d'installer des embossures sur les chaines d'ancre, un système d'attache des ancres qui augmentait la stabilité et permettait au navire d'orienter sa bordée tout en restant stationnaire. Cela augmente également la manœuvrabilité, il réduisait ainsi le risque d'être victime d'un tir de balayage. Le plan de Nelson, préparé avec ses capitaines lors du voyage de retour vers Alexandrie était d'avancer sur la ligne française et de la traverser pour que chaque navire français doive affronter deux navires britanniques. La direction du vent signifiait que l'arrière français aurait des difficultés pour rejoindre la bataille et serait séparé de l'avant de la ligne. Pour s'assurer que ses navires ne se tirent pas dessus accidentellement dans la fumée et la confusion d'une bataille nocturne, Nelson ordonna à chaque navire de préparer quatre lampes sur son mât de misaine et d'illuminer un White Ensign qui était suffisamment différent du drapeau français pour éviter des tirs fratricides. Alors que son navire se préparait au combat, Nelson organisa un dernier dîner avec les officiers du HMS Vanguard et déclara : « Avant cette heure demain, j'aurai gagné une pairie ou l'abbaye de Westminster » en référence au lieu traditionnel des sépultures des héros militaires britanniques.

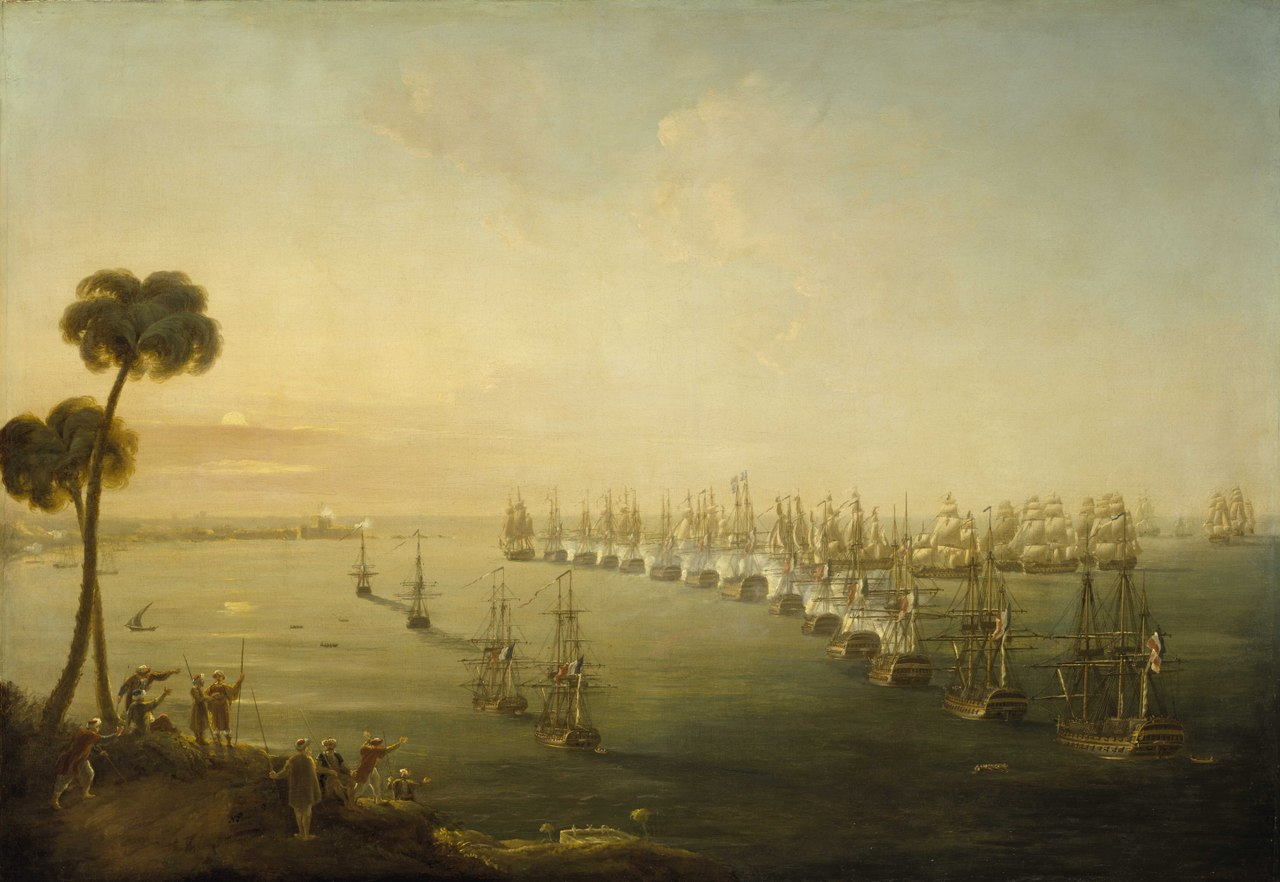
La bataille du Nil, 1 août 1798-, Nicholas Pocock, 1808, National Maritime Museum.

Peu après que les ordres français de prendre la mer eurent été abandonnés, la flotte britannique recommença à approcher rapidement et Brueys, craignant maintenant une attaque nocturne, ordonna à chacun de ses navires de placer également des ressorts sur les chaînes des ancres et de se préparer au combat. La canonnière l'Alerte fut envoyée en avant, passant à proximité des navires britanniques de tête avant de virer brusquement vers l'ouest au-dessus des hauts-fonds dans l'espoir que les navires la suivrait et s'échoueraient. Aucun des capitaines de Nelson ne mordit à l'hameçon et la flotte britannique continua sur sa lancée. À 17 h 30, Nelson héla l'un de ses deux navires de pointe, le HMS Zealous commandé par Samuel Hood qui faisait la course avec le HMS Goliath pour être le premier à ouvrir le feu sur les Français. L'amiral ordonna à Hood de chercher le chemin le plus sûr dans la rade ; les Britanniques n'avaient aucune information sur les profondeurs à l'exception d'un croquis que le HMS Swiftsure avait obtenu du capitaine d'un navire marchand, d'un atlas britannique peu précis à bord du HMS Zealous et d'une carte française vieille de 35 ans à bord du HMS Goliath. Hood répondit qu'il sonderait le fond avec précaution lors de sa progression pour tester la profondeur de l'eau. Peu après, Nelson fit une pause pour discuter avec le brick HMS Mutine dont le commandant, le lieutenant Thomas Hardy avait fait prisonniers quelques pilotes d'un petit navire alexandrin. Comme le HMS Vanguard s'arrêtait, les navires qui le suivaient ralentirent et cela créa un vide entre le HMS Zealous et le HMS Goliath et le reste de la flotte. Nelson ordonna alors au HMS Theseus du capitaine Ralph Willett Miller de dépasser le navire amiral et de rejoindre les navires de tête. À 18 h, la flotte britannique avait repris sa progression avec le HMS Vanguard en sixième position de la ligne de dix navires alors que le HMS Culloden trainait à l'arrière et que le HMS Alexander et le HMS Swiftsure se hâtaient de rejoindre la flotte depuis l'ouest. Les deux flottes hissèrent leurs couleurs et chaque navire britannique ajouta un Union Jack à son gréement dans le cas où le mât principal serait arraché. À 18 h 20, le Guerrier et le Conquérant ouvrirent le feu sur le HMS Goliath et le HMS Zealous qui venaient rapidement dans leur direction.

## Bataille d'Aboukir

Carte des positions et des mouvements des navires durant la bataille d'Aboukir les 1er et 2 août 1798. Les navires britanniques sont en rouge et les navires français sont en bleu. Les positions intermédiaires sont en bleu pâle et en rouge pâle. La carte a été simplifiée et diffère du texte sur plusieurs points mineurs.

Dix minutes après que les Français eurent ouvert le feu, le HMS Goliath, ignorant les tirs du fort à tribord et ceux du Guerrier à bâbord, dont la plupart des projectiles lui passaient au-dessus, dépassa la tête de la ligne française. Le capitaine Thomas Foley avait remarqué lors de son approche qu'il existait un espace inattendu entre le Guerrier et les hauts-fonds. De sa propre initiative, Foley exploita cette erreur tactique et changea de cap pour passer dans l'espace. Comme la proue du Guerrier arrivait à portée de tir, le HMS Goliath ouvrit le feu et infligea de lourds dégâts avec deux bordées en balayage avant d'arriver sur le côté bâbord non préparé du Guerrier et les Royal Marines du bord ainsi qu'une compagnie de grenadiers autrichiens participèrent à l'attaque en ouvrant le feu avec leurs mousquets. Foley avait prévu de jeter l'ancre le long du navire français pour l'engager à bout portant mais l'ancre mit trop de temps à descendre et son navire le dépassa complètement. Le HMS Goliath s'arrêta finalement près de la proue du Conquérant sur lequel il ouvrit le feu tout en échangeant quelques boulets sur tribord avec la frégate Sérieuse et la bombarde Hercule ancrée dans les hauts-fonds. L'attaque de Foley fut suivie par Hood à bord du HMS Zealous qui dépassa également la ligne française, parvint à jeter l'ancre à côté du Guerrier dans l'espace voulu par Foley et ouvrit le feu sur la proue du navire français. En moins de cinq minutes, le mât de misaine du Guerrier était tombé, ce qui enthousiasma les équipages des autres navires britanniques en approche. Les capitaines français avaient été surpris par la rapidité des navires britanniques et se trouvaient toujours à bord de l'Orient lorsque la canonnade commença. Se hâtant de lancer leurs chaloupes, ils retournèrent à leurs navires. Le capitaine Jean-François-Timothée Trullet du Guerrier cria depuis sa chaloupe à son équipage de riposter aux tirs du HMS Zealous.
Le HMS Orion du capitaine James Saumarez fut le troisième navire britannique à entrer dans la bataille. Il contourna l'avant de la ligne de bataille et passa entre la ligne principale française et les frégates ancrées plus près de la côte. Durant la manœuvre, la frégate Sérieuse ouvrit le feu sur le HMS Orion, ce qui blessa deux hommes. La convention de la guerre navale de la période était que les navires de ligne n'attaquaient pas les frégates tant qu'il restait des navires de même taille à engager mais en ouvrant le feu en premier, le capitaine Claude-Jean Martin avait violé la règle et Saumarez attendit jusqu'à ce que la frégate soit tout près avant de riposter. Le HMS Orion n'eut besoin que d'une seule bordée pour anéantir la frégate qui dériva alors jusqu'à s'échouer sur les hauts-fonds. Durant le délai causé par ce détour, deux autres navires britanniques étaient entrés dans la bataille. Le HMS Theseus qui se fraya un passage dans le chemin ouvert par Foley jusqu'à ce qu'il s'ancre le long du troisième navire français, le Spartiate. S'ancrant à bâbord, le navire de Miller ouvrit le feu à bout portant. Le HMS Audacious du capitaine Davidge Gould dépassa la ligne française, s'ancra du côté de la terre entre le Guerrier et le Conquérant avant d'ouvrir le feu sur les deux navires, ». Le HMS Orion rejoignit ensuite la bataille plus au sud que prévu et il ouvrit le feu sur le cinquième navire français, le Peuple Souverain, et sur le Franklin, le navire de l'amiral Blanquet.
Les trois navires britanniques suivants, le HMS Vanguard en tête suivi du HMS Minotaur et du HMS Defence restèrent en ligne de bataille et s'ancrèrent sur le flanc tribord de la ligne française à 18 h 40. Nelson concentra les tirs de son navire-amiral sur le Spartiate tandis que le capitaine Thomas Louis du HMS Minotaur attaqua l'Aquilon et le capitaine John Peyton du HMS Defence joignit les tirs de son unité sur le Peuple Souverain. L'avant-garde française étant maintenant largement dépassée en nombre, les navires britanniques suivants, le HMS Bellerophon et le HMS Majestic, dépassèrent la mêlée et avancèrent sur le centre français qui n'avait pas encore été engagé. Les deux navires attaquaient maintenant des ennemis bien plus puissants et ils commencèrent à subir de lourds dégâts : le capitaine Henry D'Esterre Darby échoua dans sa tentative pour s'ancrer à côté du Franklin et se trouva sous le feu de la batterie principale du navire-amiral français, l'Orient tandis que George Blagdon Westcott du HMS Majestic ne parvint pas à s'arrêter et manqua de percuter l'Heureux. Incapable de s'arrêter à temps, le HMS Majestic eut son foc emmêlé dans les haubans du Tonnant qui ouvrit le feu sur le navire britannique à bout portant. L'amiral Brueys avait été gravement touché au visage et à la main par des éclats pendant l'engagement avec le HMS Bellerophon. Le dernier navire de la ligne britannique, le HMS Culloden, commandé par Troubridge, passa trop près de l'île d'Aboukir durant la tombée de la nuit et s'échoua. Malgré les efforts de l'équipage, du brick HMS Mutine et du HMS Leander, le navire ne put être dégagé et les vagues le poussèrent un peu plus sur les récifs, ce qui causa des dégâts importants à la coque.

### Reddition de l'avant-garde française

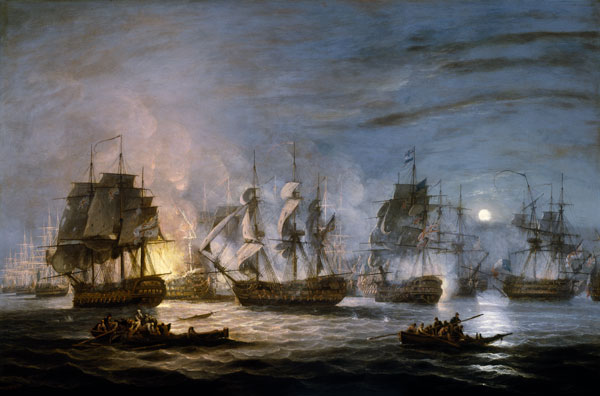
The Battle of the Nile, Thomas Luny, 1830, National Maritime Museum.

À 19 h, les lampes d'identification sur les mâts de misaine des navires britanniques furent allumées. À ce moment, le Guerrier avait perdu tous ses mâts et était très endommagé. Le HMS Zealous était en revanche à peine touché car Hood l'avait placé hors de portée de la plupart des navires français et le Guerrier n'était pas du tout préparé pour un engagement simultané des deux côtés. Ses sabords sur bâbord étaient d'ailleurs encore fermés. Même si son navire était dévasté, l'équipage du Guerrier refusa de se rendre et continua de riposter avec les quelques canons possibles et malgré les tirs nourris du HMS Zealous. En plus des coups de canons, Hood demanda à ses Royal Marines de tirer au mousquet sur le pont du navire français, forçant les marins à se cacher mais il ne parvint pas à obtenir la reddition du capitaine Trullet. Les Français ne se rendirent qu'à 21 h quand Hood envoya une chaloupe pour prendre d'assaut le navire. Le Conquérant est défait plus rapidement, après avoir subi les bordées des navires britanniques progressant le long de la ligne française, en particulier celles du HMS Audacious et du HMS Goliath, il a perdu tous ses mâts avant 19 h. Avec son navire immobilisé et très endommagé, le capitaine Étienne Dalbarade, mortellement blessé, fit abaisser les couleurs et les Britanniques prirent le contrôle du navire. À la différence du HMS Zealous, ces navires avaient subis de plus lourds dégâts durant l'engagement ; le HMS Goliath avait perdu la plus grande partie de son gréement, ses trois mâts étaient endommagés et il comptait près de 60 victimes. Une fois son adversaire vaincu, le capitaine Gould du HMS Audacious utilisa le ressort de son ancre pour ouvrir le feu sur le Spartiate, le navire français suivant dans la ligne. À l'ouest de la bataille, la Sérieuse sombra dans les hauts-fonds tandis que son équipage tentait de rejoindre le rivage.

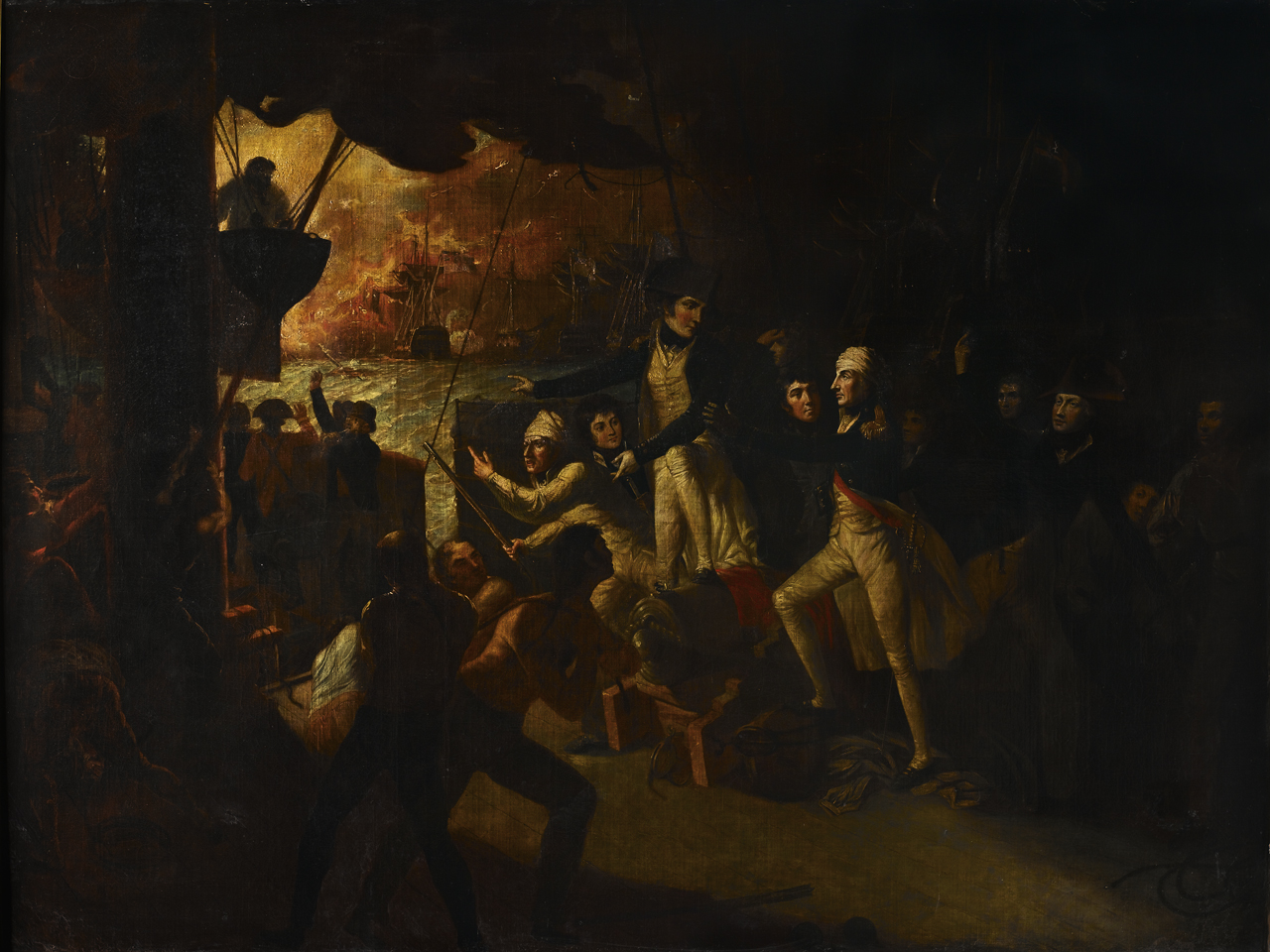
Nelson retourne sur le pont après s'être fait soigner, 1er août 1798, Daniel Orme, 1805, National Maritime Museum.

Le transfert de la bordée du HMS Audacious sur le Spartiate signifiait que le capitaine Maxime Julien Émeriau devait maintenant affronter trois adversaires. Le navire perdit tous ses mâts en quelques minutes mais la bataille continua jusque vers 21 h lorsque Emeriau gravement blessé se rendit. Même si le Spartiate combattait contre trois opposants, il avait été soutenu par son voisin, l'Aquilon, qui fait unique côté français, ne devait affronter qu'un seul adversaire, le HMS Minotaur. Le capitaine Antoine René Thévenard utilisa le ressort de son ancre pour pivoter et réaliser un tir de balayage contre la proue du navire-amiral de Nelson qui fit plus de 100 victimes. Vers 20 h 30, Nelson fut touché à son œil aveugle par de la mitraille tirée par le Spartiate. Un morceau de peau recouvrit son œil valide, le rendant temporairement aveugle. Nelson s'effondra dans les bras du capitaine Edward Berry et fut emmené dans la cale. Croyant que sa blessure était fatale, il s'écria « Je suis mort. Rappelez-moi à ma femme » et demanda à voir l'aumônier Stephen Comyn. La blessure fut immédiatement examinée par le chirurgien de bord, Michael Jefferson, qui considéra que son état n'était pas critique et se contenta de recoudre la peau et de poser un bandage. Par la suite, Nelson ignora les ordres de Jefferson de se reposer et il retourna sur le pont peu avant l'explosion de l'Orient pour superviser les dernières étapes de la bataille. Si la manœuvre de Thévenard fut réussie, elle exposait la proue de son navire aux tirs du HMS Minotaur et à 21 h 25, le navire était démâté, très endommagé et son capitaine était mort ; les officiers subalternes furent donc forcés de se rendre. Le capitaine Thomas Louis fit alors progresser son navire et il engagea le Franklin.
Le cinquième navire français, le Peuple Souverain, était attaqué des deux côtés par le HMS Defence et le HMS Orion et il perdit rapidement son mât principal et son mât de misaine. Sur le HMS Orion, une pièce de bois, éjectée de l'un des mâts du navire, tua deux marins avant de blesser le capitaine Saumarez à la cuisse. Le Peuple Souverain étant très endommagé, le capitaine Pierre-Paul Raccord ordonna de couper le câble de l'ancre pour essayer d'échapper au bombardement. Le navire dériva vers le sud en direction du navire-amiral Orient qui ouvrit le feu sur le navire noirci par l'obscurité. Le HMS Orion et le HMS Defence furent initialement incapables de poursuivre le navire car le premier avait perdu son mât principal avant et le second avait évité de justesse un brûlot improvisé qui dérivait à travers la bataille. L'origine de ce vaisseau, une chaloupe abandonnée recouverte de matières inflammables, est incertaine mais elle pourrait avoir été lancée par le Guerrier au début de la bataille. Le Peuple Souverain s'ancra non loin de l'Orient mais ne prit plus part aux combats et se rendit durant la nuit. Le Franklin poursuivait le combat mais Blanquet avait une grave blessure à la tête et Gillet avait été emmené dans la cale inconscient et était grièvement blessé. Peu après, un feu se déclara sur le pont lorsqu'un dépôt de munitions explosa et il fut éteint avec difficultés par l'équipage.
Au sud, le HMS Bellerophon était en grave danger alors que la puissante bordée de l'Orient fracassait le navire. À 19 h 50, le mât de misaine et le mât principal furent arrachés et des incendies se déclarèrent simultanément dans divers endroits du navire. Les feux furent éteints mais le navire avait perdu plus de 200 hommes et le capitaine Darby décida de couper les câbles à 20 h 20. Le navire endommagé dériva à l'écart de la bataille sous les tirs continus du Tonnant. l'Orient avait également subi de gros dommages et l'amiral Brueys fut touché au ventre par un boulet qui le coupa presque en deux. Il mourut quinze minutes plus tard sur le pont car il avait refusé d'être emmené à l'abri par ses hommes. Le capitaine de l'Orient, Luc-Julien-Joseph Casabianca, était également blessé au visage et un éclat l'avait rendu inconscient tandis que son fils de dix ans eut la jambe arrachée par un boulet alors qu'il se trouvait aux côtés de son père. Le navire britannique le plus au sud, le HMS Majestic, s'était brièvement empêtré dans les cordages du Tonnant de 80 canons et avait subi de lourdes pertes dans l'affrontement. Le capitaine George Blagdon Westcott fut tué par un tir de mousquet français. Le lieutenant Robert Cuthbert le remplaça au commandement et parvint à faire dériver son navire endommagé plus au sud et à 20 h 30, il se trouvait entre le Tonnant et son voisin l'Heureux et il engagea les deux navires. Pour soutenir le centre, le capitaine Thompson du HMS Leander abandonna ses efforts inutiles pour dégager le HMS Culloden des hauts-fonds et se dirigea vers la ligne française. Il s'arrêta dans l'espace créé par la dérive du Peuple Souverain et réalisa des tirs de balayage sur le Franklin et l'Orient.
Alors que la bataille faisait rage dans la nuit, les deux navires britanniques à la traîne faisaient tout ce qu'ils pouvaient pour rejoindre l'affrontement en se dirigeant vers les éclairs de l'artillerie dans la nuit noire. Averti de la présence des hauts-fonds d'Aboukir par le HMS Culloden échoué, le capitaine Benjamin Hallowell Carew du HMS Swiftsure entra dans la mêlée en engageant le centre français. Peu après 20 h, une coque démâtée fut repérée dérivant en face du HMS Swiftsure et Hallowell ordonna initialement à ses hommes de tirer avant d'annuler son ordre, inquiet de l'identité de l'étrange vaisseau. Hélant le navire endommagé, Hallowell reçut la réponse « Bellerophon, quitte l'action invalide ». Rassuré de ne pas avoir accidentellement tiré sur un navire allié, Hallowell se plaça entre l'Orient et le Franklin et ouvrit le feu sur les deux. Le HMS Alexander, le dernier navire britannique non engagé suivit le HMS Swiftsure et s'arrêta près du Tonnant qui avait commencé à dériver à l'écart du navire-amiral français endommagé. Le capitaine Alexander Ball rejoignit alors l'attaque de l'Orient.

### Destruction de l'Orient

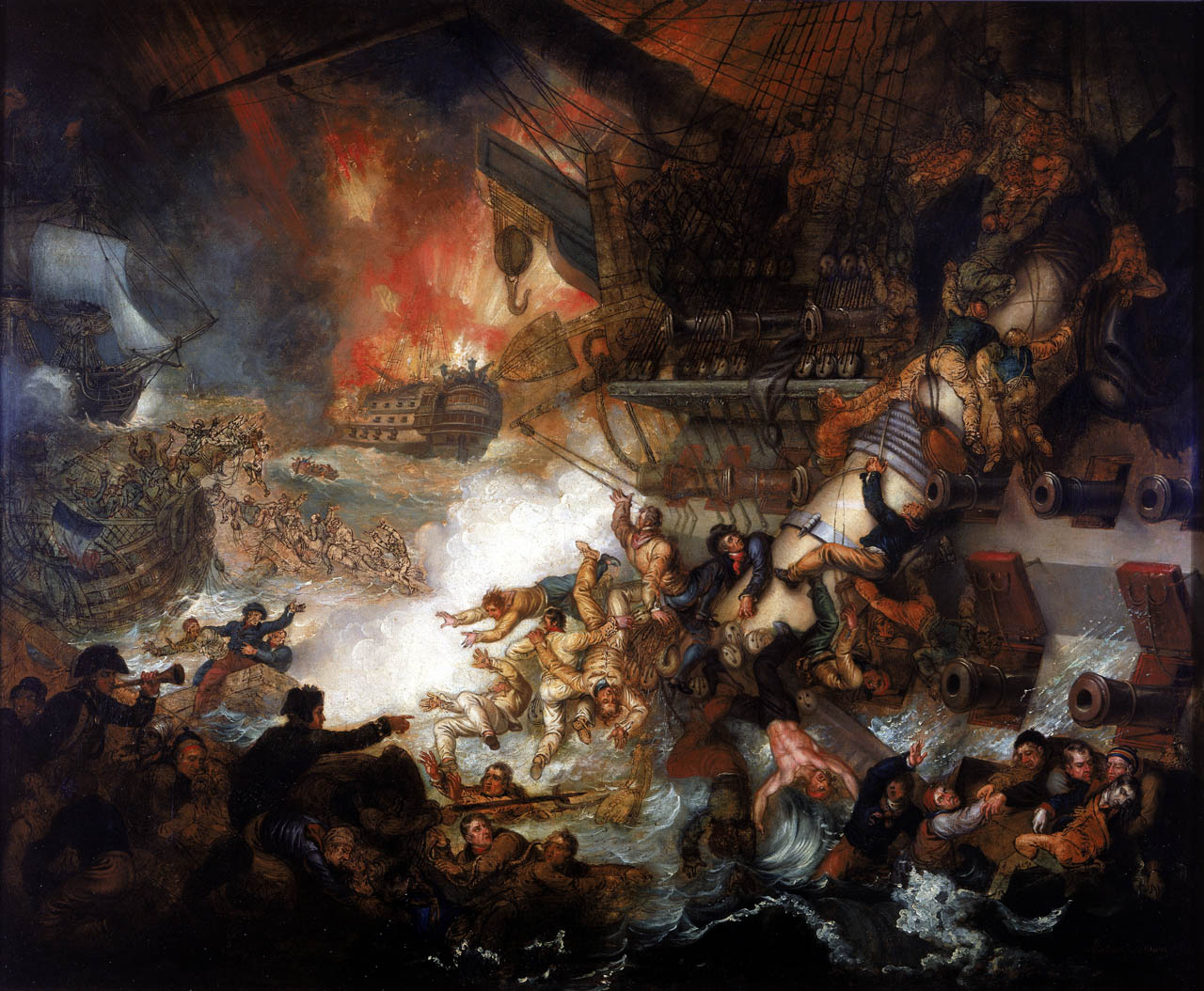
La Bataille du Nil : Destruction de l'Orient, 1er août 1798, Mather Brown, 1825.

À 21 h, un feu fut repéré dans les ponts inférieurs de l'Orient. Identifiant les difficultés du navire-amiral français, le capitaine Hallowell ordonna à son équipage de tirer directement dans le brasier. Les tirs britanniques permirent aux flammes de s'étendre à la poupe du navire et empêchèrent toutes les tentatives pour l'éteindre. En moins de vingt minutes, les flammes atteignirent les gréements et les voiles s'enflammèrent. Les navires britanniques les plus proches, le HMS Swiftsure, le HMS Alexander et le HMS Orion s'arrêtèrent de tirer, fermèrent leurs sabords et commencèrent à s'éloigner lentement en prévision de l'explosion des grandes quantités de munitions présentes à bord. De plus, les voiles et les ponts furent arrosés d'eau de mer pour éviter une propagation de l'incendie. De même, le Tonnant, l'Heureux et le Mercure coupèrent leurs câbles d'ancrage et dérivèrent vers le sud à l'écart du navire en flammes. À 22 h, l'incendie atteignit le dépôt de munitions et l'Orient fut presque complètement détruit par une énorme explosion. Le souffle fut si puissant qu'il déchira les voiles des navires à proximité et expédia des canons de trois tonnes à plus d'une centaine de mètres,. Le HMS Swiftsure, le HMS Alexander et le Franklin connurent tous des débuts d'incendie provoqués par les débris mais les équipages parvinrent à les éteindre rapidement avec des seaux d'eau de mer mais il y eut une seconde détonation sur le Franklin.

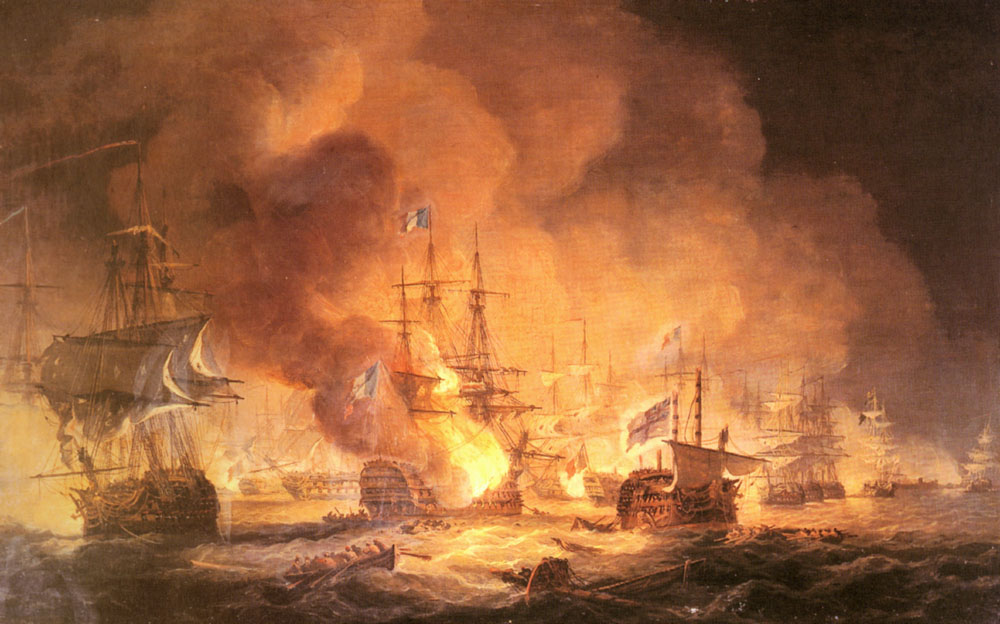
La Bataille du Nil, Thomas Luny, 1834.

L'origine du feu à bord de l'Orient n'a jamais été clairement établie mais plusieurs rapports avancent que des pots d'huile et de peinture avaient été laissés dans la dunette au lieu d'être convenablement rangés après que les travaux de peinture eurent été achevés peu avant le début de la bataille. De la bourre embrasée de l'un des navires britanniques aurait flotté jusque dans la dunette et aurait mis le feu à la peinture. Le feu se serait rapidement propagé à la cabine de l'amiral et dans un dépôt abritant des munitions incendiaires. Inversement, le capitaine Honoré Ganteaume rapporta ultérieurement que la cause de l'incendie était une explosion survenue dans la dunette précédée par plusieurs feux sur le pont principal. Quelle que soit son origine, l'incendie se propagea rapidement aux gréements et de manière incontrôlée car les pompes à incendie avaient été détruites par un tir britannique. Un second brasier se déclara à la proue et piégea des centaines de marins dans les entrailles du navire. Les fouilles archéologiques ont découvert des débris dispersés sur plus de 500 m de fond marin. Même si des centaines de marins avaient plongé dans l'eau pour échapper aux flammes, moins de 100 survécurent à l'explosion. Environ 70 furent recueillis par les navires britanniques dont Léonard Motard gravement blessé. Quelques autres, dont Ganteaume, parvinrent à rejoindre le rivage sur des radeaux. Le reste de l'équipage, soit près de 1 000 marins furent tués dont le capitaine Luc-Julien-Joseph Casabianca et son fils de douze ans, Giocante.

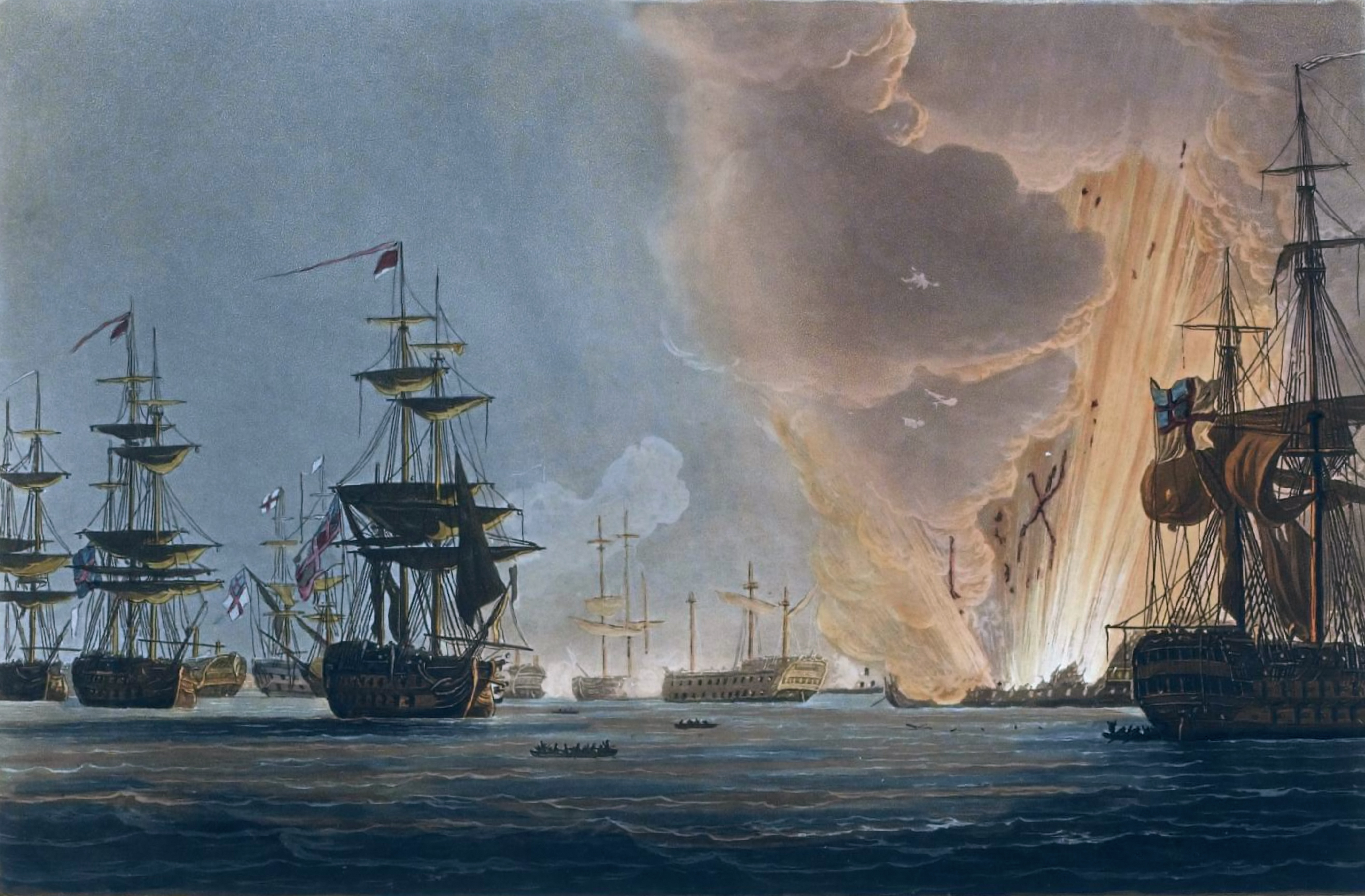
Bataille du Nil, 1er août 1798, Thomas Whitcombe, 1816, National Maritime Museum – l'apogée de la bataille lorsque l'Orient explose.

Les tirs s'arrêtèrent durant dix minutes après l'explosion car les équipages des deux camps étaient soit trop choqués pour continuer le combat soit tentaient d'éteindre les incendies de leurs propres navires. Durant l'accalmie, Nelson demanda de mettre les chaloupes à la mer pour recueillir les survivants de l'Orient. À 22 h 10, le Franklin recommença à tirer sur le HMS Swiftsure. Isolé et endommagé, le navire de Blanquet fut rapidement démâté et l'amiral, gravement blessé à la tête, fut obligé de se rendre. Plus de la moitié de l'équipage du Franklin avait été tué ou blessé. À minuit, seul le Tonnant restait engagé et le capitaine Aristide Aubert du Petit-Thouars continuait de faire tirer contre le HMS Majestic et le HMS Swiftsure quand ce dernier arriva à portée. Après plus de trois heures de combat à bout portant, le HMS Majestic avait perdu son mât principal et son mât de misaine tandis que le Tonnant n'était plus qu'une coque démâtée. Bien que le capitaine Du Petit Thouars eût perdu ses deux jambes et un bras, il fit clouer le drapeau français au mât pour l'empêcher d'être amené et donnait des ordres depuis un baquet de son situé sur le pont. Sous sa direction, le Tonnant dériva lentement vers le sud à l'écart de la bataille pour rejoindre l'arrière-garde menée par Villeneuve. Tout au long de l'engagement, l'arrière-garde française avait tiré sans discernement sur les navires en avant. Le seul effet notable fut la destruction du gouvernail du Timoléon par un tir du Généreux.

### Matin
Au lever du soleil, vers 4 h au matin du 2 août, l'arrière-garde française composée du Guillaume Tell, du Tonnant, du Généreux et du Timoléon fut attaquée par le HMS Alexander et le HMS Majestic. Bien que brièvement surpassés, les navires britanniques furent rejoints par le HMS Goliath et le HMS Theseus. Alors que le capitaine Miller manœuvrait pour placer son navire en position, le HMS Theseus fut pris pour cible par la frégate Artémise. Miller se tourna alors vers l'Artémise mais le capitaine Pierre-Jean Standelet abaissa son drapeau et ordonna l'abandon du navire. Miller envoya une chaloupe emmenée par le lieutenant William Hoste pour prendre possession du navire mais Standelet y avait mis le feu et l'Artémise explosa peu après. Les navires de ligne français survivants commencèrent à se retirer vers l'est vers 6 h. Le HMS Zealous les poursuivit et fut capable d'empêcher la frégate Justice d'aborder le HMS Bellerophon qui s'était ancré au sud de la baie pour entreprendre des réparations rapides. Deux autres navires continuaient d'arborer le drapeau français mais aucun d'entre eux n'était en mesure de s'enfuir ou de combattre. Lorsque l'Heureux et le Mercure avaient coupé leurs amarres pour échapper à l'explosion de l'Orient, leurs équipages avaient paniqué et aucun des capitaines (tous les deux blessés) n'était parvenu à reprendre le contrôle de son navire. Les deux vaisseaux s'étaient donc échoués sur les hauts-fonds. Isolés et sans défense, les navires furent attaqués par le HMS Alexander, le HMS Goliath, le HMS Theseus et le HMS Leander et ils se rendirent au bout de quelques minutes. Ces distractions permirent à Villeneuve de quitter la baie à 11 h avec la plupart des navires survivants. Cependant, le Tonnant, qui avait perdu tous ses mâts et dont le commandant Du Petit-Thouars était mort de ses blessures et avait été jeté à la mer selon ses ordres, était incapable d'avancer suffisamment vite pour s'échapper et son équipage le fit s'échouer. De même, le Timoléon était trop au sud pour s'échapper avec Villeneuve et il s'échoua dans une tentative pour rejoindre les survivants. Les derniers vaisseaux français, les navires de ligne Guillaume Tell et Généreux et les frégates Justice et Diane — quittèrent la baie tout en étant poursuivis par le HMS Zealous. Malgré ses efforts, le navire britannique fut la cible de tirs nourris et ne parvint pas à rattraper les navires français.
Durant le reste de la journée, les marins britanniques réparèrent rapidement leurs navires et abordèrent et s'emparèrent de leurs prises de guerre. Le HMS Culloden, en particulier, nécessitait une assistance. Ayant finalement réussi à sortir son navire des hauts-fonds vers 2 h, Troubridge découvrit qu'il avait perdu son gouvernail et que près de 120 tonnes d'eau par heure entraient dans le navire. Les réparations d'urgence et la fabrication d'un gouvernail de secours avec un mât de rechange durèrent les deux jours suivants. Le matin du 3 août, Nelson envoya le HMS Theseus et le HMS Leander pour obtenir la reddition du Tonnant et du Timoléon échoués. Le Tonnant, ses ponts encombrés par 1 600 survivants des autres navires français, se rendit à l'approche des navires britanniques tandis que le Timoléon fut incendié par son équipage qui rejoignit le rivage à bord de chaloupes. Le Timoléon explosa peu après-midi ; il était le onzième et dernier navire de ligne français détruit ou capturé durant la bataille.

## Ordre de bataille
Les navires sont listés selon leur ordre dans leurs lignes de bataille respectives. Le nombre des victimes est évalué au plus juste mais la nature de la bataille fait que les pertes françaises sont difficiles à évaluer précisément. Les officiers tués sont indiqués avec le symbole †. Les caronades n'étaient traditionnellement pas prises en compte dans le calcul du rang d'un vaisseau et ces navires pouvaient avoir plus de canons que ce qui est indiqué ci-dessous.
- Cette couleur indique que le navire a été capturé durant la bataille
- Cette couleur indique que le navire a été détruit durant la bataille

### Flotte britannique
| Flotte du contre-amiral Nelson            | Flotte du contre-amiral Nelson | Flotte du contre-amiral Nelson | Flotte du contre-amiral Nelson                      | Flotte du contre-amiral Nelson | Flotte du contre-amiral Nelson | Flotte du contre-amiral Nelson | Flotte du contre-amiral Nelson                                                                       | Flotte du contre-amiral Nelson | Flotte du contre-amiral Nelson | Flotte du contre-amiral Nelson |
| Navire                                    | Rang                           | Canons                         | Commandant                                          | Victimes                       | Victimes                       | Victimes                       | Notes                                                                                                |                                |                                |                                |
| Navire                                    | Rang                           | Canons                         | Commandant                                          | Tués                           | Blessés                        | Total                          | Notes                                                                                                |                                |                                |                                |
| ----------------------------------------- | ------------------------------ | ------------------------------ | --------------------------------------------------- | ------------------------------ | ------------------------------ | ------------------------------ | --- | ------------------------------ | ------------------------------ | ------------------------------ |
| HMS Goliath                               | 3e rang                        | 74                             | Capitaine Thomas Foley                              | 21                             | 41                             | 62                             | Mâts et coque très endommagés.                                                                       |                                |                                |                                |
| HMS Zealous                               | 3e rang                        | 74                             | Capitaine Samuel Hood                               | 1                              | 7                              | 8                              | Légèrement endommagé.                                                                                |                                |                                |                                |
| HMS Orion                                 | 3e rang                        | 74                             | Capitaine James Saumarez                            | 13                             | 29                             | 42                             | Légèrement endommagé.                                                                                |                                |                                |                                |
| HMS Audacious                             | 3e rang                        | 74                             | Capitaine Davidge Gould                             | 1                              | 35                             | 36                             | Légèrement endommagé.                                                                                |                                |                                |                                |
| HMS Theseus                               | 3e rang                        | 74                             | Capitaine Ralph Willett Miller                      | 5                              | 30                             | 35                             | Coque très endommagée.                                                                               |                                |                                |                                |
| HMS Vanguard                              | 3e rang                        | 74                             | Contre-amiral Horatio Nelson Capitaine Edward Berry | 30                             | 76                             | 106                            | Mâts et coque très endommagés.                                                                       |                                |                                |                                |
| HMS Minotaur                              | 3e rang                        | 74                             | Capitaine Thomas Louis                              | 23                             | 64                             | 87                             | Légèrement endommagé.                                                                                |                                |                                |                                |
| HMS Defence                               | 3e rang                        | 74                             | Capitaine John Peyton                               | 4                              | 11                             | 15                             | Mâts légèrement endommagés.                                                                          |                                |                                |                                |
| HMS Bellerophon                           | 3e rang                        | 74                             | Capitaine Henry D'Esterre Darby                     | 49                             | 148                            | 197                            | Démâté et très endommagé.                                                                            |                                |                                |                                |
| HMS Majestic                              | 3e rang                        | 74                             | Capitaine George Blagden Westcott †                 | 50                             | 143                            | 193                            | A perdu son mât principal et son mât de misaine, coque très endommagée.                              |                                |                                |                                |
| HMS Leander (en)                          | 4e rang                        | 50                             | Capitaine Thomas Thompson                           | 0                              | 14                             | 14                             | Légèrement endommagé.                                                                                |                                |                                |                                |
| HMS Alexander                             | 3e rang                        | 74                             | Capitaine Alexander Ball                            | 14                             | 58                             | 72                             | Mâts très endommagés.                                                                                |                                |                                |                                |
| HMS Swiftsure                             | 3e rang                        | 74                             | Capitaine Benjamin Hallowell                        | 7                              | 22                             | 29                             | Très endommagé.                                                                                      |                                |                                |                                |
| HMS Culloden                              | 3e rang                        | 74                             | Capitaine Thomas Troubridge                         | 0                              | 0                              | 0                              | Échoué sur les hauts-fonds durant l'attaque, il ne prit pas part aux combats. Coque très endommagée. |                                |                                |                                |
| HMS Mutine (en)                           | Sloop                          | 16                             | Lieutenant Thomas Hardy                             | 0                              | 0                              | 0                              | Assista le HMS Culloden durant la bataille et ne prit pas part aux combats.                          |                                |                                |                                |
| Total des victimes: 218 tués, 678 blessés |                                |                                |                                                     |                                |                                |                                | |                                |                                |                                |

### Flotte française
| Flotte du vice-amiral Brueys | Flotte du vice-amiral Brueys | Flotte du vice-amiral Brueys | Flotte du vice-amiral Brueys                                                                                               | Flotte du vice-amiral Brueys | Flotte du vice-amiral Brueys | Flotte du vice-amiral Brueys | Flotte du vice-amiral Brueys                                                                        | Flotte du vice-amiral Brueys |
| Navire | Rang                         | Canons                       | Commandant | Victimes                     | Victimes                     | Victimes                     | Notes                                                                                               |                              |
| Navire | Rang                         | Canons                       | Commandant | Tués                         | Blessés                      | Total                        | Notes                                                                                               |                              |
| --- | ---------------------------- | ---------------------------- | --- | ---------------------------- | ---------------------------- | ---------------------------- | --------------------------------------------------------------------------------------------------- | ---------------------------- |
| Guerrier | 3e rang                      | 74                           | Capitaine Jean-François-Timothée Trullet                                                                                   | ~350-400 victimes            | ~350-400 victimes            | ~350-400 victimes            | Démâté et très endommagé. Capturé mais ensuite détruit car trop endommagé.                          |                              |
| Le Conquérant | 3e rang                      | 74                           | Capitaine Étienne Dalbarade †                                                                                              | ~350 victimes                | ~350 victimes                | ~350 victimes                | Démâté et très endommagé. Capturé et renommé HMS Conquerant.                                        |                              |
| Spartiate | 3e rang                      | 74                           | Capitaine Maxime Julien Émeriau de Beauverger                                                                              | 64                           | 150                          | 214                          | Démâté et très endommagé. Capturé et renommé HMS Spartiate.                                         |                              |
| Aquilon | 3e rang                      | 74                           | Capitaine Antoine René Thévenard †                                                                                         | 87                           | 213                          | 300                          | Démâté et très endommagé. Capturé et renommé HMS Aboukir.                                           |                              |
| Peuple Souverain | 3e rang                      | 74                           | Capitaine Pierre-Paul Raccord                                                                                              | Pertes importantes           | Pertes importantes           | Pertes importantes           | Mât de misaine et mât principal arrachés et coque très endommagée. Capturé et renommé HMS Guerrier. |                              |
| Franklin | 3e rang                      | 80                           | Contre-amiral Armand Blanquet Capitaine Maurice Gillet                                                                     | ~400 victimes                | ~400 victimes                | ~400 victimes                | Mât de misaine et mât principal arrachés et coque très endommagée. Capturé et renommé HMS Canopus.  |                              |
| Orient | 1er rang                     | 120                          | Vice-amiral François Paul de Brueys d'Aigalliers † Contre-amiral Honoré Ganteaume Capitaine Luc-Julien-Joseph Casabianca † | ~1 000 victimes              | ~1 000 victimes              | ~1 000 victimes              | Détruit par l'explosion des munitions.                                                              |                              |
| Tonnant | 3e rang                      | 80                           | Chef de division Aristide Aubert du Petit-Thouars †                                                                        | Pertes importantes           | Pertes importantes           | Pertes importantes           | Démâté, échoué et très endommagé. Capturé le 3 août et renommé HMS Tonnant.                         |                              |
| Heureux | 3e rang                      | 74                           | Capitaine Jean Pierre Étienne                                                                                              | Pertes légères               | Pertes légères               | Pertes légères               | Échoué et très endommagé. Capturé le 2 août mais détruit car trop endommagé.                        |                              |
| Mercure (en) | 3e rang                      | 74                           | Lieutenant Pierre-Philippe Cambon                                                                                          | Pertes légères               | Pertes légères               | Pertes légères               | Échoué et très endommagé. Capturé le 2 août mais détruit car trop endommagé.                        |                              |
| Guillaume Tell | 3e rang                      | 80                           | Contre-amiral Pierre Charles Silvestre de Villeneuve Capitaine Saulnier                                                    | Pertes légères               | Pertes légères               | Pertes légères               | S'échappa le 2 août.                                                                                |                              |
| Généreux | 3e rang                      | 74                           | Capitaine Louis-Jean-Nicolas Lejoille                                                                                      | Pertes légères               | Pertes légères               | Pertes légères               | S'échappa le 2 août avec le Guillaume Tell.                                                         |                              |
| Timoléon | 3e rang                      | 74                           | Capitaine Louis-Léonce Trullet                                                                                             | Pertes légères               | Pertes légères               | Pertes légères               | Échoué et très endommagé. Sabordé par son équipage le 3 août.                                       |                              |
| Frégates |                              |                              | |                              |                              |                              | |                              |
| Sérieuse | 5e rang                      | 36                           | Capitaine Claude-Jean Martin                                                                                               | Pertes importantes           | Pertes importantes           | Pertes importantes           | Détruite par les dégâts reçus durant la bataille.                                                   |                              |
| Artémise (en) | 5e rang                      | 36                           | Capitaine Pierre-Jean Standelet                                                                                            | Pertes légères               | Pertes légères               | Pertes légères               | Sabordé par son équipage le 2 août.                                                                 |                              |
| Justice (en) | 5e rang                      | 40                           | Capitaine Jean Villeneuve                                                                                                  | 0                            | 0                            | 0                            | S'échappa le 2 août avec le Guillaume Tell.                                                         |                              |
| Diane (en) | 5e rang                      | 40                           | Contre-amiral Denis Decrès Capitaine Éléonore-Jean-Nicolas Soleil                                                          | 0                            | 0                            | 0                            | S'échappa le 2 août avec le Guillaume Tell.                                                         |                              |
| L'avant de la ligne française était soutenu par des canons installés sur l'île Aboukir et plusieurs canonnières et bombardes se trouvaient dans les hauts-fonds à l'ouest de la ligne. Leur participation à la bataille fut symbolique et plusieurs d'entre eux s'échouèrent durant l'engagement. Une bombarde fut sabordée par son équipage |                              |                              | |                              |                              |                              | |                              |
| Total des victimes: ~3 000-5 000 |                              |                              | |                              |                              |                              | |                              |

## Conséquences
« Je suis allé sur le pont pour voir l'état des flottes et quelle vision horrible cela était. La baie était couverte de corps, mutilés, blessés et brûlés qui n'avaient pas un morceau de tissu sur eux à l'exception de leurs pantalons »

— Témoignage du marin John Nicol du HMS Goliath.

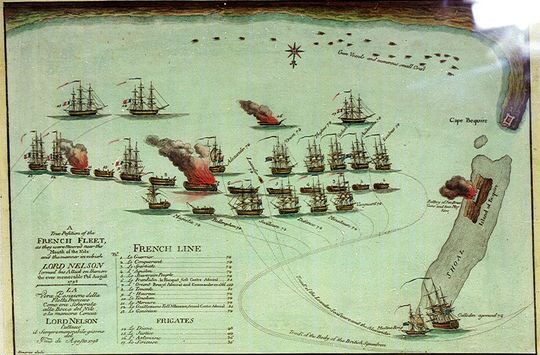
Position véritable de la flotte française alors qu'elle était ancrée près du delta du Nil et la manière dont Lord Nelson mena son attaque contre elle, Robert Dodd, 1800, National Maritime Museum.

Les pertes britanniques furent enregistrées avec une certaine précision et se montaient à 218 tués et environ 677 blessés mais le nombre des victimes qui moururent de leurs blessures est inconnu. Les navires les plus touchés furent le HMS Bellerophon avec 201 victimes et le HMS Majestic avec 193 ; inversement, le HMS Culloden n'en compta aucune et le HMS Zealous ne déplora qu’un seul mort et sept blessés. Le capitaine Westcott, cinq lieutenants et dix officiers subalternes étaient morts et le contre-amiral Nelson, les capitaines Saumarez, Ball et Darby et six lieutenants avaient été blessés. Les pertes françaises sont plus difficiles à calculer mais elles furent très lourdes. Les estimations vont de 2 000 à 5 000 avec le nombre généralement retenu de 3 500 qui inclut près de 2 000 morts dont la moitié aurait péri sur l'Orient. En plus de la mort du vice-amiral Brueys et du contre-amiral Blanquet blessé, quatre capitaines étaient morts et sept autres étaient gravement blessés. Au cours des semaines qui suivirent la bataille, les corps rejetés sur le rivage égyptien pourrirent lentement dans la chaleur de la baie.
Nelson déclara en observant la baie au matin du 2 août, « Victoire n'est pas un nom assez fort pour une telle scène ». Il resta à l’ancre durant deux semaines pour récupérer de ses blessures et il rédigea des dépêches et évalua la situation militaire en Égypte en utilisant des documents capturés sur les navires français. La blessure de Nelson mesurait « trois pouces de long », avec « le crâne visible sur un pouce ». Il souffrit toute sa vie de cette blessure et il tenta de dissimuler la cicatrice en se coiffant du mieux qu’il pouvait. Pendant ce temps, ses hommes récupérèrent toutes les provisions et tous les équipements des navires détruits et ils réparèrent leurs navires et leurs prises de guerre. Tout au long de la semaine, la baie d’Aboukir fut entourée par des feux de joie, allumés par les Bédouins pour fêter la victoire britannique. Le 5 août, le HMS Leander fut envoyé à Cadix avec une dépêche pour John Jervis portée par le capitaine Edward Berry. Au cours des semaines qui suivirent la bataille, tous les prisonniers, à l’exception de 200 d’entre eux, furent relâchés sur le rivage sous promesse qu'ils ne reprendraient pas les armes même si Bonaparte leur ordonna de former une unité d’infanterie qui fut intégrée à son armée. Le 8 août, les navires de la flotte pilonnèrent le fort d’Aboukir qui se rendit sans combattre. Les marins prirent quatre canons et détruisirent les autres ainsi que le fort où ils se trouvaient. L’île fut ensuite renommée « île Nelson ».
Le 10 août, Nelson envoya le lieutenant Thomas Duval du HMS Zealous avec des messages pour le gouvernement britannique en Inde. Duval traversa le Moyen-Orient en passant par Alep et il prit un navire pour se rendre de Bassora à Bombay pour informer le gouverneur général des Indes Richard Wellesley de la situation en Égypte. Le 12 août, les frégates HMS Emerald du capitaine Thomas Moutray Waller, HMS Alcmene commandée par le capitaine George Johnstone Hope et HMS Bonne Citoyenne du capitaine Robert Retalick arrivèrent au large d’Alexandrie. Initialement l’escadron de frégates fut poursuivi par le HMS Swiftsure qui croyait qu’il s’agissait d’une flotte française avant de revenir le lendemain lorsque l’erreur avait été corrigée. Le jour de l'arrivée des frégates, le HMS Mutine fut envoyé en Grande-Bretagne avec les dépêches sous le commandement du lieutenant Thomas Bladen Capel, qui avait remplacé Hardy après la promotion de ce dernier au grade de capitaine du HMS Vanguard. Le 14 août, Nelson envoya le HMS Orion, le HMS Majestic, le HMS Bellerophon, le HMS Minotaur, le HMS Defence, le HMS Audacious, le HMS Theseus, le Franklin, le Tonnant, l'Aquilon, le Conquérant, le Peuple Souverain et le Spartiate en mer sous le commandement de Saumarez. La plupart des navires n'avaient qu'un mât temporaire et il fallut une journée complète au convoi pour rallier l'entrée de la baie et entrer en haute mer le 15 août. Le lendemain, l'Heureux échoué fut incendié car il était impossible de le récupérer, le Guerrier et le Mercure subirent le même sort deux jours plus tard. Le 19 août, Nelson prit la mer pour Naples avec le HMS Vanguard, le HMS Culloden et le HMS Alexander, laissant Hood commander le HMS Zealous, le HMS Goliath, le HMS Swiftsure et les frégates récemment arrivées pour surveiller les activités françaises à Alexandrie.
Bonaparte apprit la destruction de sa flotte le 14 août alors qu’il se trouvait dans son camp entre Salahieh et Le Caire. Le messager était un officier envoyé par le gouverneur général d'Alexandrie Jean-Baptiste Kléber, et la dépêche avait été hâtivement rédigée par le contre-amiral Ganteaume qui avait rallié les navires de Villeneuve. Selon un témoignage, Bonaparte lut le message sans émotion avant d’appeler le messager pour obtenir plus de renseignements. Une fois que ce dernier eut terminé, Bonaparte aurait déclaré « Nous n'avons plus de flotte : eh bien. Il faut rester en ces contrées, ou en sortir grands comme les anciens ». Selon le témoignage du secrétaire du général Bourienne, Bonaparte fut submergé par la nouvelle et s’exclama « Malheureux Brueys, qu’avez vous fait ! » Le général fit porter la responsabilité de la défaite sur le contre-amiral Blanquet blessé en l’accusant à tort d’avoir rendu le Franklin alors que le navire n’était pas endommagé. Les protestations de Ganteaume et du ministre Étienne Eustache Bruix réduiront ensuite les critiques que dut affronter Blanquet mais il ne recouvra jamais son poste. Bonaparte devait également faire face à ses officiers qui commencèrent à questionner le bien-fondé de l'expédition tout entière. Invitant ses officiers supérieurs à dîner, Bonaparte leur demanda comment ils se sentaient. Lorsqu’ils répondirent qu’ils se sentaient « merveilleusement bien », Bonaparte répondit que c’était parfait car il les aurait fait fusiller s’ils continuaient « de fomenter des mutineries et de prêcher une révolte ». Pour prévenir tout soulèvement parmi la population locale, tous les Égyptiens surpris en train de discuter de la bataille risquaient d’avoir leur langue coupée.

### Réactions
Les premières dépêches envoyées par Nelson furent interceptées lorsque le HMS Leander fut capturé par le Généreux dans un violent engagement au large de la Crête le 18 août 1798. Par conséquent, les rapports de la bataille n’arrivèrent pas en Grande-Bretagne avant l’arrivée de Capel à bord du HMS Mutine le 2 octobre. Lord Spencer s’évanouit lorsqu’il apprit la nouvelle. Nelson avait initialement été blâmé dans la presse pour ne pas avoir réussi à intercepter la flotte française mais les rumeurs de la victoire arrivèrent du continent à la fin du mois de septembre et les nouvelles apportées par Capel furent accueillies par des célébrations dans tout le pays. Moins de quatre jours plus tard, Nelson fut fait baron du Nil et de Burnham Thorpe, un titre qu'il appréciait peu car il considérait que ses actions méritaient une plus grande récompense. George III s’adressa au Parlement de Grande-Bretagne le 20 novembre en ces termes :

« La série sans égale de nos triomphes navals a reçu une nouvelle splendeur lors d’une action décisive et mémorable, dans laquelle un détachement de ma flotte, sous le commandement du contre-amiral Nelson, a attaqué et presque entièrement anéanti un ennemi supérieur en nombre possédant tous les avantages de la situation. Cette grande et brillante victoire a jeté dans la confusion les auteurs d'une entreprise dont l’injustice, la perfidie et l’extravagance avaient attiré l’attention du monde et qui était en particulier dirigée contre certains des intérêts les plus vitaux du Royaume-Uni. Et le coup donné au pouvoir et à l’influence de la France a ouvert la voie, si elle était étayée par d’autres victoires, à la délivrance de l’Europe. »

— Roi George III, cité par William James dans The Naval History of Great Britain during the French Revolutionary and Napoleonic Wars, Volume 2, 1827, 
Le convoi des prises de guerre de Saumarez s'arrêta à Malte où il participa à un soulèvement des Maltais. Il se rendit ensuite à Gibraltar, où le Peuple Souverain fut jugé trop endommagé pour la traversée jusqu’en Grande-Bretagne et fut transformé en navire de garde sous le nom de HMS Guerrier. Les autres navires capturés subirent des réparations rapides et naviguèrent jusqu’à Plymouth. Le Conquérant et l'Aquilon furent jugés trop endommagés et trop anciens pour reprendre du service dans la Royal Navy et les deux furent désarmés même s'ils avaient été rachetés pour 20 000 £ par la Royal Navy (environ 1 692 000 £ de 2012) en tant que HMS Conquerant et HMS Aboukir pour récompenser les équipages qui les avaient capturés. Des sommes similaires furent payées pour le Guerrier, le Mercure, l'Heureux et le Peuple Souverain tandis que d'autres navires valaient considérablement plus. Construit avec du chêne de l'Adriatique, le Tonnant avait été lancé en 1792 et le Franklin et le Spartiate avaient moins d’un an. Ces deux derniers participèrent sous leur ancien nom à la bataille de Trafalgar du côté de la Royal Navy tandis que le Franklin, considéré comme le « meilleur deux-ponts au monde » fut renommé HMS Canopus.

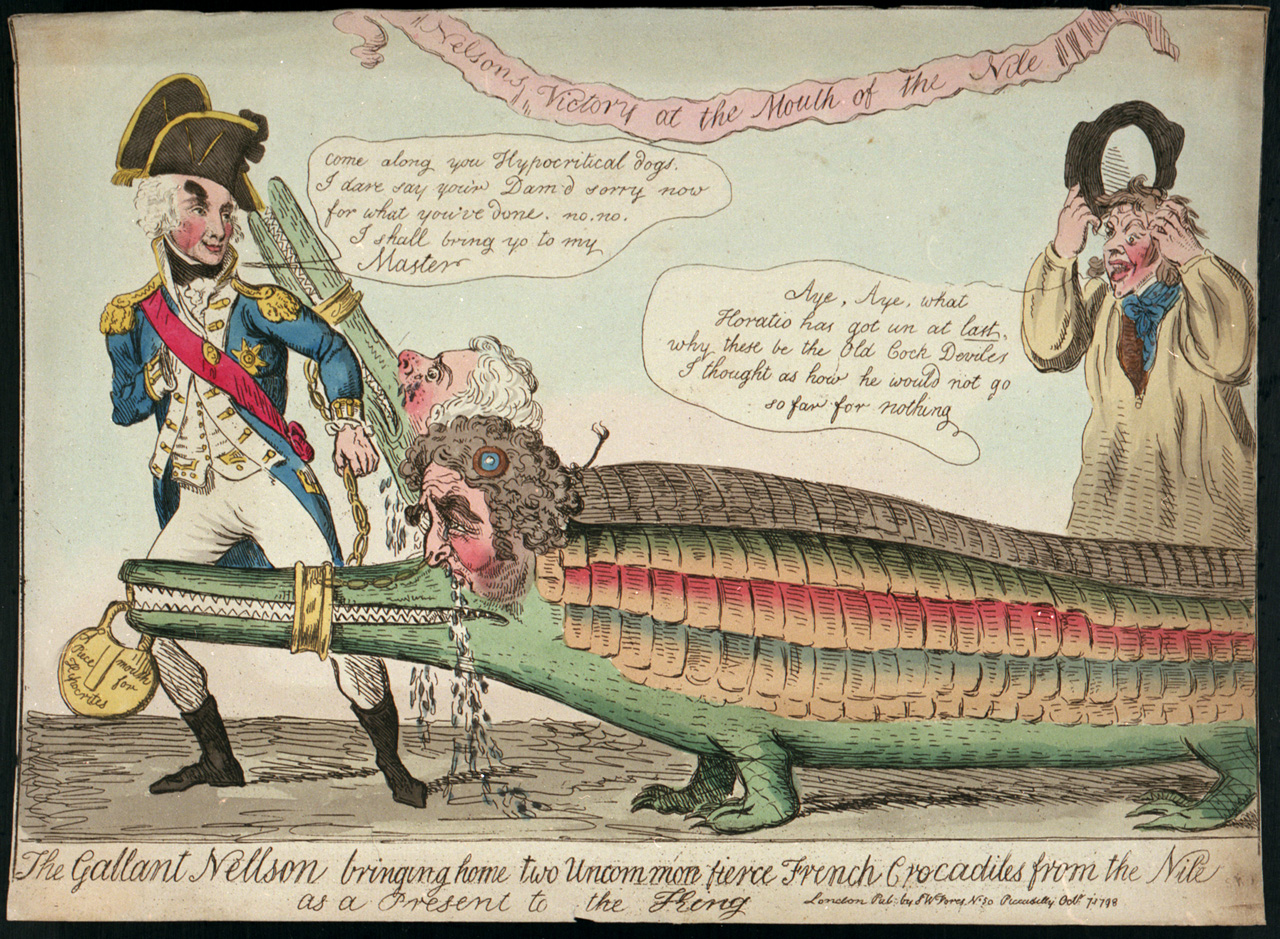
Le galant Nelson ramène deux crocodiles français féroces et rares du Nil en présent au roi, James Gillray, 1798, National Maritime Museum. Les crocodiles représentent Fox et Sheridan.

Nelson reçut une indemnité à vie de 2 000 £ (169 240 £ de 2012) par an de la part du Parlement de Grande-Bretagne et 1 000 £ de la part du Parlement d'Irlande même si cette dernière fut involontairement arrêtée après que l'Acte d'Union n'eut dissous le Parlement d'Irlande. Les deux parlements votèrent des motions de félicitations à l’unanimité et chaque capitaine ayant participé à la bataille reçut une médaille en or spécialement créée et les premiers-lieutenants de chaque navire engagé dans la bataille furent promus au rang de commander. Nelson intervint personnellement pour que l'équipage du HMS Culloden, qui n’avait pas participé directement à la bataille, reçoive les mêmes honneurs que les marins des autres navires. La Compagnie britannique des Indes orientales offrit 10 000 £ (846 210 £ de 2012) à Nelson en reconnaissance des bénéfices que ses actions ont apportés à la Compagnie et des indemnités similaires furent accordées par les villes de Londres, de Liverpool et d'autres corps municipaux ou entrepreneuriaux. Les capitaines de Nelson lui offrirent un sabre et un portrait en « témoignage de leur estime ». Nelson encouragea publiquement cette proximité avec ses officiers et le 29 septembre, il parla d'une « bande de frères » en référence à la pièce Henri V de William Shakespeare. La notion de Nelsonic Band of Brothers (« bande de frères de Nelson ») composée des officiers supérieurs qui servirent avec Nelson jusqu'à la fin de sa vie apparut à ce moment. Près de cinq décennies plus tard, la bataille faisait partie des affrontements reconnus par une agrafe attachée à la Naval General Service Medal décernée à tous les participants britanniques encore en vie en 1847.

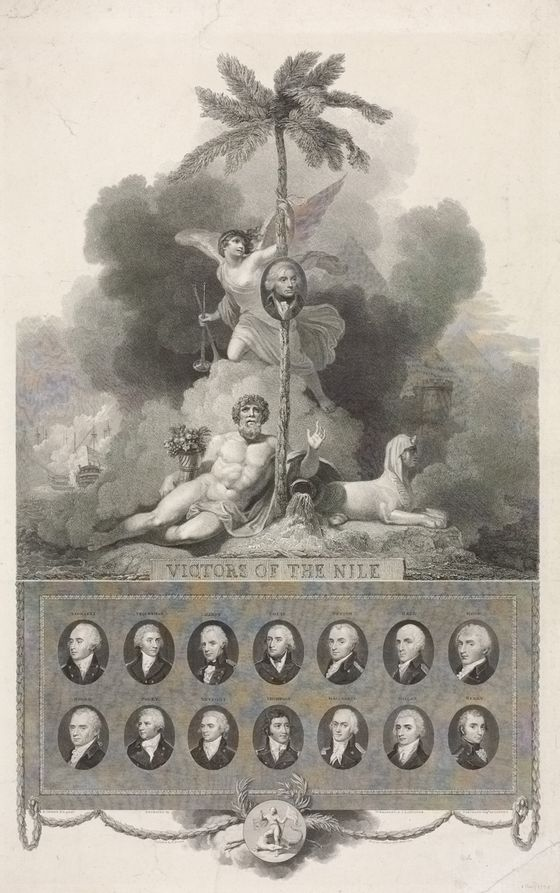
Les Vainqueurs du Nil, une gravure publiée cinq ans après la bataille représentant Nelson et ses quinze capitaines.

Nelson reçut également les honneurs d’autres États. L'empereur ottoman Sélim III, qui fit de Nelson le premier chevalier du nouvel ordre du Croissant, lui offrit une aigrette en diamant et d'autres présents. De même, le tsar Paul Ier de Russie lui envoya, entre autres récompenses, une boite en or cloutée de diamants et des cadeaux similaires arrivèrent de différents monarques européens. À son retour à Naples, Nelson fut accueilli par une procession triomphale menée par le roi Ferdinand IV et William Hamilton. Il revit l'épouse de Hamilton, Emma Hamilton, qui s'évanouit lorsqu'elle vit toutes les blessures qu'il avait subies depuis leur dernière rencontre. Célébré en héros par la cour napolitaine, Nelson s'essaya aux politiques napolitaines et il devint duc de Bronte, une action qui fut critiquée par ses supérieurs et qui affaiblit sa réputation. Le général britannique John Moore, qui rencontra Nelson à Naples à cette époque, le décrivit comme « couvert d'étoiles, de médailles et de rubans ; ressemblant plus à un prince d'opéra qu'au conquérant du Nil ».
Les rumeurs de la bataille apparurent dans la presse française dès le 7 août mais les premiers rapports crédibles n’arrivèrent pas avant le 26 août et même ces derniers avançaient que Nelson était mort et que Bonaparte avait été fait prisonnier. Lorsque les nouvelles devinrent certaines, la presse française avança que la défaite était due à une force britannique largement supérieure en nombre et à l’action de « traîtres ». Dans les journaux opposés au gouvernement, la défaite était mise sur le compte du Directoire et d'un sentiment royaliste persistant dans la marine. Villeneuve fut la cible d'attaques cinglantes à son retour en France pour son échec à soutenir Brueys durant la bataille. Il se défendit en avançant que le vent était contre lui et que Brueys ne lui avait pas donné d'ordres pour contre-attaquer la flotte britannique. De nombreuses années plus tard, Bonaparte écrivit que si la marine française avait adopté les mêmes principes tactiques que ceux employés par les Britanniques :

« L'amiral Villeneuve ne se serait pas senti irréprochable à Aboukir car il est resté inactif avec cinq ou six navires, c'est-à-dire la moitié de l'escadre, durant vingt heures pendant que l'ennemi écrasait l'autre moitié. »

— Napoléon Bonaparte, Mémoires, Volume 1, 1823. Cité par Noel Mostert dans The Line Upon a Wind, 2007, 
Par contraste, la presse britannique était enthousiaste ; de nombreux journaux présentèrent la bataille comme une victoire de la Grande-Bretagne sur l’anarchie et fut utilisée pour attaquer les politiciens whig pro-républicains comme Charles James Fox et Richard Brinsley Sheridan.
Il y a eu un intense débat sur les forces relatives des deux flottes qui étaient à peu près équivalentes avec 13 navires de ligne de chaque côté. Cependant la perte du HMS Culloden, les tailles relatives de l'Orient et du HMS Leander et la participation à la bataille de deux frégates françaises et de plusieurs navires plus petits ainsi que la force théorique de la position française font que la plupart des historiens s’accordent pour dire que les Français étaient légèrement plus puissants. Cela est accentué par la bordée de plusieurs navires français comme le Spartiate, le Franklin, l’Orient, le Tonnant et le Guillaume Tell qui était significativement plus importante que celle de n’importe quel navire britannique. Néanmoins, les navires français furent handicapés par leur déploiement inadapté, par les équipages réduits et l’incapacité de l’arrière-garde commandée par Villeneuve à participer activement à l’engagement et ces facteurs contribuèrent à la défaite française.

### Conséquences militaires et diplomatiques
La bataille d’Aboukir a été qualifiée de « sans doute, la bataille navale la plus décisive du grand âge de la voile » et « de plus splendide et glorieux succès jamais remporté par la Royal Navy ». L’historien et écrivain C. S. Forester compara en 1929 la bataille d’Aboukir avec les autres grands engagements navals de l’histoire et conclut que « seule la bataille de Tsushima en 1905 pouvait rivaliser avec elle comme un exemple de destruction complète d’une flotte par une autre de force égale ». La bataille renversa immédiatement la situation stratégique et offrit le contrôle des mers à la Royal Navy qui le conserva jusqu’à la fin de la guerre. La destruction de la flotte française de Méditerranée permit à la Royal Navy de mettre en place un blocus des ports français et des autres ports ennemis sans crainte d’une attaque. En particulier, les navires britanniques coupèrent Malte de la France et aidèrent un soulèvement maltais qui poussa la garnison française à se retrancher à La Valette. Le siège de Malte qui en découla dura deux ans avant que les défenseurs ne soient contraints, par la faim, à se rendre. En 1799, les navires britanniques harcelèrent l’armée de Bonaparte qui progressait vers le nord à travers la Palestine et jouèrent un rôle crucial dans la défaite française lors du siège de Saint-Jean-d'Acre en 1799. Ils capturèrent les chalands transportant les équipements de siège tandis que les unités françaises assiégeant la ville furent bombardées par les navires britanniques ancrés au large. C’est lors de l’un de ces engagements que le capitaine Miller du HMS Theseus fut tué lors de l’explosion d’un dépôt de munitions. La défaite d’Acre força Bonaparte à se replier en Égypte et à mettre un terme à ses efforts de conquête au Moyen-Orient. Le général français rentra en France sans son armée à la fin de l’année en laissant le commandement en Égypte à Kléber.
Les Ottomans, avec lesquels Bonaparte avait espéré conclure une alliance une fois qu’il aurait pris le contrôle de Égypte, furent encouragés par la bataille d’Aboukir à entrer en guerre contre la France. Les campagnes ultérieures sapèrent lentement la force de l’armée française piégée en Égypte. De même, la défaite française encouragea l'empire d'Autriche et l'Empire russe à entrer dans la Deuxième Coalition qui déclara la guerre à la France en 1799. Sans la présence française en Méditerranée, une flotte russe entra dans la mer Ionienne et les armées autrichiennes reprirent l’essentiel des territoires italiens perdus les années précédentes. Sans son meilleur général et ses vétérans, la France subit une série de défaites et il fallut attendre que Bonaparte revienne en tant que Premier consul pour qu'elle ne retrouve une position dominante sur le continent européen. En 1801, les derniers éléments démoralisés de l’armée française d'Égypte furent battus par un corps expéditionnaire britannique. La Royal Navy exploita sa domination maritime pour envahir l'Égypte sans craindre une embuscade à l'ancrage.
Malgré la victoire britannique écrasante à Aboukir, la campagne d'Égypte aurait pu être un désastre bien plus grand pour la France. L’historien Edward Ingram a noté que si Nelson était parvenu à intercepter Bonaparte alors qu’il était en mer, la bataille aurait permis d’anéantir la flotte française et ses transports. Comme cela ne fut pas le cas, Bonaparte put continuer la guerre au Moyen-Orient et revint ensuite en Europe indemne. De même, de nombreux officiers qui formèrent par la suite le cœur des généraux et des maréchaux de l'Empire se trouvaient à bord des transports à destination de l'Égypte comme Louis-Alexandre Berthier, Auguste-Frédéric-Louis Viesse de Marmont, Jean Lannes, Joachim Murat, Louis Charles Antoine Desaix, Jean-Louis-Ébénézer Reynier, Antoine François Andréossy, Jean-Andoche Junot, Louis Nicolas Davout et Mathieu Dumas.

### Postérité
La bataille d’Aboukir est restée l’une des victoires les plus célèbres de la Royal Navy et est restée influente dans l’imagination populaire britannique entretenue par sa représentation dans un grand nombre de dessins, peintures, poèmes et pièces de théâtre. L'une des œuvres les plus connues sur cette bataille est le poème Casabianca écrit en 1826 par Felicia Hemans. Elle y relate de manière romancée la mort du fils du capitaine Casabianca à bord de l'Orient. De nombreux monuments furent érigés en mémoire de la bataille dont l'Aiguille de Cléopâtre à Londres. Le monument fut offert par Méhémet Ali en 1819 en reconnaissance de la bataille de 1798 et de la campagne de 1801 mais il ne fut pas érigé sur le Victoria Embankment avant 1878. Les Nile Clumps près Amesbury, sont composés de hêtres prétendument plantés par Lord Queensbury à la demande de Lady Hamilton et de Thomas Hardy après la mort de Nelson. Les arbres forment un plan de la bataille car chaque bosquet représente la position d'un navire britannique ou français. La Royal Navy commémora la bataille en nommant des navires HMS Aboukir et HMS Nile. En 1998, le HMS Somerset se rendit dans la baie d'Aboukir pour le bicentenaire de la bataille et ses marins déposèrent des gerbes en mémoire des marins morts durant l'affrontement.
Bien que le biographe de Nelson, Ernle Bradford eût avancé en 1977 que les restes de l’Orient « étaient très vraisemblablement irrécupérables », la première expédition archéologique sur la bataille menée en 1983 par une équipe française dirigée par Jacques Dumas dégagea l’épave du navire-amiral français. Le travail fut repris par Franck Goddio, qui entreprit un vaste projet d'exploration de la baie en 1998. Il découvrit que les débris du navire se trouvaient dans un cercle de 500 m de diamètre et il remonta des pièces en or et en argent de divers pays du pourtour méditerranéen, certaines datant du XVIe siècle. Il est probable que ces dernières faisaient partie du butin pris à Malte et qui fut perdu lors de l'explosion de l'Orient. En 2000, des fouilles réalisées sur des ruines de l’île Nelson par l’archéologue italien Paolo Gallo révélèrent de nombreuses sépultures dont la date correspond à celle de la bataille, de même que d’autres tombes occupées par des victimes de la campagne de 1801. Les dépouilles, dont celle d’une femme et de trois enfants, furent ré-inhumées en 2005 dans un cimetière à Shatby dans la banlieue d'Alexandrie. Des marins de la frégate moderne HMS Chatham, une fanfare de la marine égyptienne et un descendant de la seule tombe identifiée, celle du commander James Russell, assistèrent à la cérémonie.